# Fort de Douaumont
Pour les articles homonymes, voir Douaumont (homonymie).
Pour un article plus général, voir Sites funéraires et mémoriels de la Première Guerre mondiale (Front Ouest).
Le fort de Douaumont, appelé brièvement fort Gérard, est un ouvrage fortifié situé dans la commune de Douaumont-Vaux (département de la Meuse), dans la commune déléguée de Douaumont. Il s'agit d'un des forts de la place forte de Verdun, faisant partie du système Séré de Rivières.
Construit entre 1884 et 1886 et modernisé entre 1901 et 1913, le fort fut un des lieux emblématiques de la bataille de Verdun en 1916 : pris par les troupes allemandes en février, il est repris par les Français en octobre de la même année. Depuis la fin de la Première Guerre mondiale, ses ruines attirent les touristes ; il est depuis 1970 classé monument historique.
Depuis le 20 septembre 2023, le fort de Douaumont fait partie des sites funéraires et mémoriels de la Première Guerre mondiale inscrits au patrimoine mondial de l'Unesco.

## Un fort en maçonnerie
Après la guerre franco-allemande de 1870 qui a vu la perte par la France de l'Alsace-Lorraine, un plan de défense de la nouvelle frontière est établi par le général Raymond Adolphe Séré de Rivières, comprenant notamment de vastes extensions de quatre places fortes dans l'Est de la France : les camps retranchés de Verdun, de Toul, d'Épinal et de Belfort. Pour constituer la place de Verdun, une double ceinture composée de 19 forts, 7 ouvrages (de petits forts), 118 batteries d'artillerie, 23 abris d'infanterie et 17 petits ouvrages d'infanterie (en terre et rondins, formant une « ligne de surveillance »), sont érigés délimitant un périmètre de 43 kilomètres et couronnant les côtes de Meuse. Parmi eux, le fort de Douaumont est le fort le plus au nord du camp retranché sur la rive droite de la Meuse, en pointe, mais épaulé par ses voisins, l'ouvrage de Thiaumont au sud-ouest et le fort de Vaux au sud-est.
Le fort est situé sur le sommet, à 395 mètres d'altitude, au sud-est du village de Douaumont (aujourd'hui rasé). Cette position permet à l'artillerie de tirer tous azimuts, le long de la crête menant à Froideterre à l'ouest jusqu'à Vaux à l'est, en passant par la côte du Poivre, les Chambrettes (dans l'axe de l'actuel champ de tir de Wavrille) et le bois d'Hardaumont. Si le premier projet d'un fort date de 1873, un second projet est établi en 1884. Le fort de Douaumont est construit tardivement, de 1884 à 1886. Il s'agissait au début d'un fort du type Séré de Rivières, le plus vaste de la place forte avec ses 7,4 hectares clos. Les larges fossés secs (14 mètres de large pour six de profondeur) dessinent un hexagone irrégulier avec deux côtés en pointe vers le nord, deux flancs presque parallèles et une gorge (le côté vulnérable, tourné vers le milieu de la place forte) composée de deux côtés légèrement rentrants. La défense des fossés était confiée à trois caponnières, deux simples aux saillants nord-ouest et nord-est (couvrant chacun un fossé de flanc) et un coffre double au saillant nord (couvrant les deux fossés de pointe). L'entrée du fort se trouvait au milieu de la gorge, dans le fossé, défendue par un fossé diamant, un pont-levis métallique et un redent avec corps de garde.
Au centre du fort se trouve le casernement composé de casemates voûtées ouvrant vers le sud à l'air libre, donnant côté nord dans une galerie enterrée. Les pièces étaient aménagées en cuisines, chambrées, boulangerie, infirmerie, forge et stocks de munitions, assez pour accueillir une garnison de 891 hommes. S'y rajoutent des magasins à poudre noire et des citernes d'eau en sous-sol. Autour de ce massif central sont disposées en arc de cercle les plateformes de tir de l'artillerie, séparées entre-elles par sept traverses-abris (pour protéger le personnel et les munitions en cas de bombardement). L'armement d'origine était de six canons de 155 mm, six autres de 120 mm et quatre de 95 mm, auxquels se rajoutent les six canons révolver de défense des fossés (installés dans les caponnières). Le projet de 1884 comprenait l'installation de deux tourelles Mougin modèle 1876 armées chacune de deux canons de 155 mm, mais elles ne furent finalement pas rajoutées. Tous les bâtiments et murs sont construits en maçonnerie de moellons (la pierre calcaire est tirée des carrières d'Haudromont), le tout recouvert d'une épaisse couche de terre.
Par le décret du 21 janvier 1887, le ministre de la Guerre Georges Boulanger renomme tous les forts, batteries et casernes avec les noms d'anciens chefs militaires. Pour le fort de Douaumont, son « nom Boulanger » est en référence au général puis maréchal Étienne Maurice Gérard, natif de la Meuse (1773-1852) : le nouveau nom devait être gravé au fronton de l'entrée. Dès le 13 octobre 1887, le successeur de Boulanger au ministère, Théophile Ferron, abroge le décret. Le fort reprend officiellement son nom précédent.

## Un fort modernisé

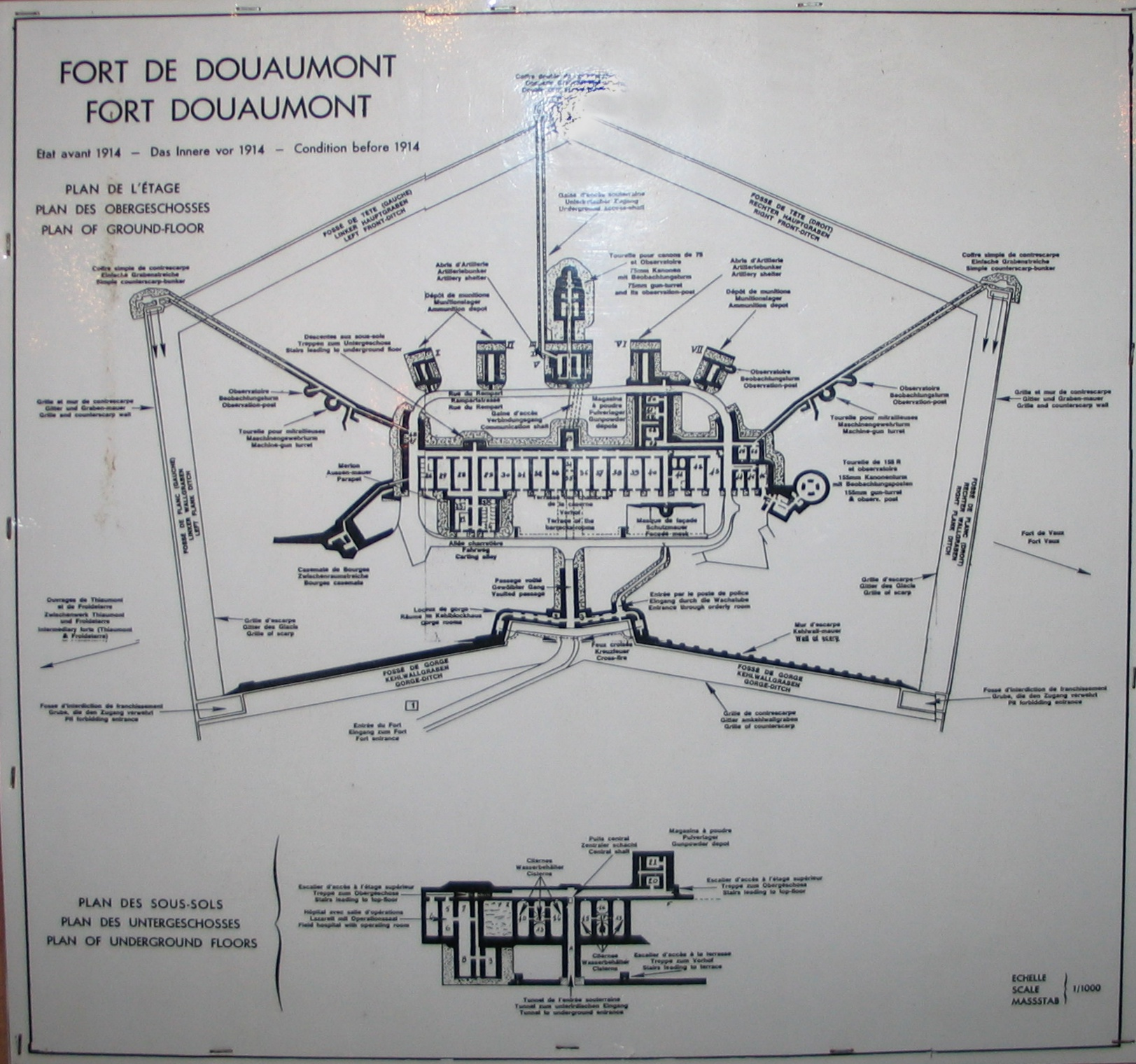
Plan du fort de Douaumont après sa modernisation : la casemate de Bourges est à gauche, la tourelle de 75 en haut au milieu et la tourelle de 155 à droite du casernement.

Dès sa construction, le fort en maçonnerie est presque immédiatement périmé : les progrès en chimie appliquée permettent de développer de nouvelles charges propulsives et de nouveaux explosifs. Les nouveaux obus sont désormais capables de perforer les terrassements et de détruire les structures maçonnées. Face à cette « crise de l'obus-torpille », la première solution appliquée est de retirer les canons des grands forts et de les disperser, dans de plus petites batteries, si possible défilées. La seconde solution est de renforcer la protection des fortifications existantes : le fort de Douaumont est un des premiers à bénéficier d'une couche de béton épaisse de 1,5 à 2,5 mètres, placée en 1887-1888 au-dessus des maçonneries de la caserne, du couloir d'entrée et des traverses-abris, avec interposition d'une couche de sable d'un mètre, le tout encore recouvert de terre.
En 1889, les fossés sont modifiés : si pour l'escarpe de gorge et la contrescarpe des autres côtés sont conservés les murs en maçonnerie de six mètres et demi de haut (six pour l'escarpe), l'autre côté du fossé est réduit à un talus incliné (donnant moins de prise aux bombardements) avec une grille. Les caponnières sont remplacées par des coffres de contrescarpe reliés au fort par des gaines souterraines bétonnées passant sous les fossés. Pour la gorge sont aménagées deux casemates de flanquement de part et d'autre de l'entrée.

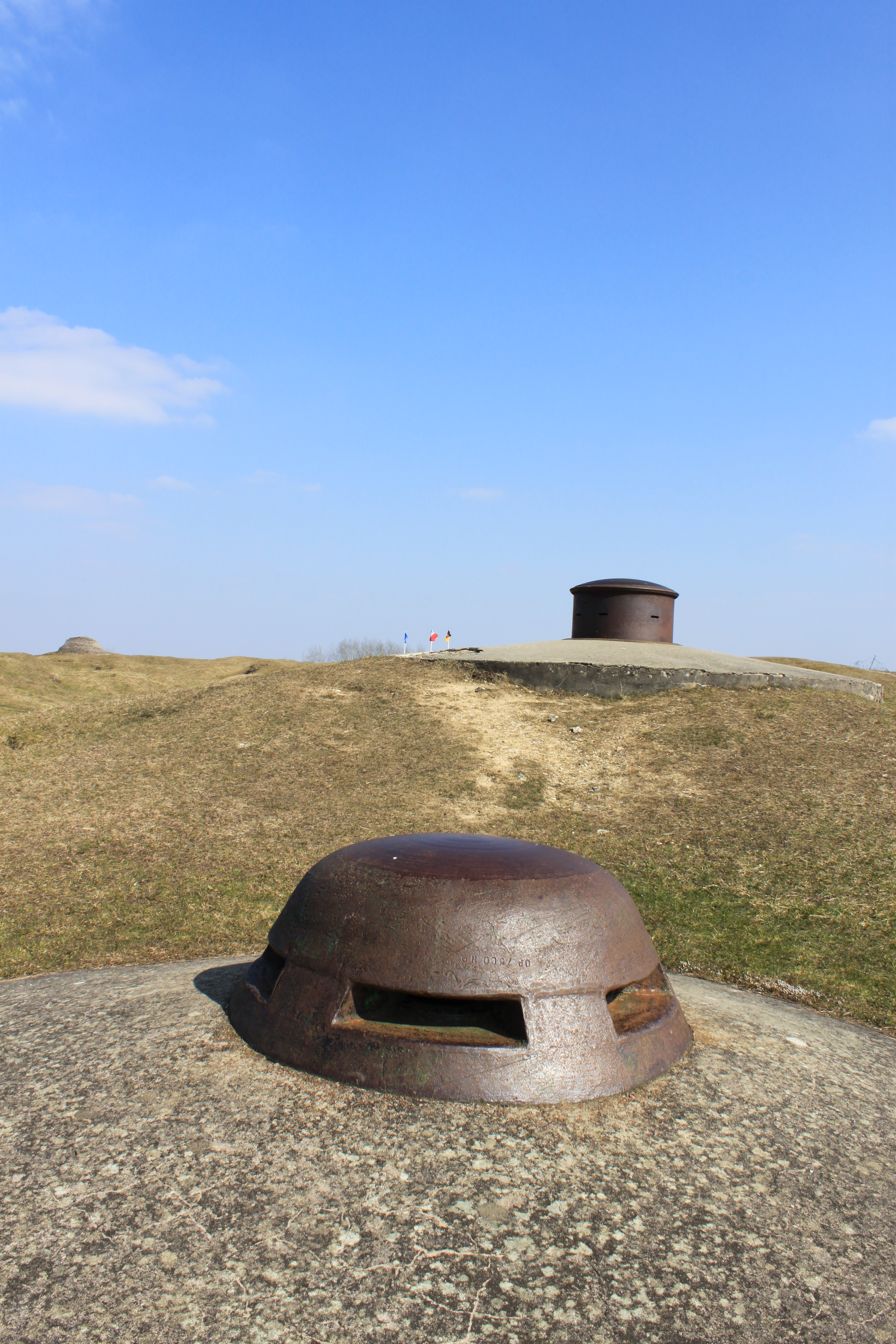
Un observatoire cuirassé du fort avec en arrière-plan une tourelle de mitrailleuses en batterie. Les deux cuirassements ont été remis en état pendant l'entre-deux-guerres.

Une deuxième phase de modernisation a lieu de 1901 à 1903, avec la construction en béton armé d'une casemate de Bourges armée de deux canons de 75 mm tirant en flanquement vers l'ouvrage de Thiaumont (où une autre casemate assure le flanquement vers Douaumont, couvrant ainsi l'intervalle par un tir croisé) et de deux tourelles de mitrailleuses pour la défense rapprochée des glacis et des dessus du fort. Cet armement est complété en 1906-1909 par l'installation d'une grosse tourelle Galopin (armée d'un canon de 155 mm pour le tir lointain), puis en 1911-1913 d'une autre tourelle d'artillerie, un peu plus petite (armée de deux canons de 75 mm) pour la défense rapprochée. Pour permettre l'observation, cinq observatoires cuirassés sont implantés sur les dessus du fort. Enfin, en 1906, le fort est entouré sur son glacis par un réseau de barbelés de 30 mètres de large. L'artillerie est désormais uniquement sous béton (casemate de Bourges) ou sous cuirassements (tourelles).
Cet armement fait de Douaumont un des ouvrages les plus puissants du camp retranché de Verdun, au même titre (l'armement y est identique) que le fort de Moulainville et le fort du Rozelier ; mais il est inférieur au fort de Vacherauville, ce dernier étant plus moderne (construit de 1910 à 1914, entièrement en béton armé) et mieux armé (deux tourelles de 155, une de 75 et deux casemates de Bourges). Mais de nouveaux renforcements étaient prévus : depuis 1913 deux annexes sont en chantier sur le glacis du fort, d'une part à l'est (à l'emplacement de l'ancienne batterie 3-4) une seconde tourelle pour deux canons de 75 mm, d'autre part au sud une batterie cuirassée pour deux tourelles armées chacune d'un canon de 155 mm court (à tir courbe). Les travaux sont interrompus en juillet 1914 : seule la maçonnerie de la première est terminée, la seconde n'est qu'une fouille, désignée en 1916 comme la « carrière 2808 ».

### La tourelle Galopin
Le fort renferme une des tourelles du modèle Galopin. Ces tourelles furent construites de 1907 à 1909. C'est un canon de 155 R, ce qui veut dire de 155 mm raccourci, qui se trouvait en haut sous la coupole, et était orientable à 360°.
Il s'agit d'une tourelle à éclipse qui monte pour tirer et peut être redescendue en cas de tir de contre-batterie. La manœuvre pour monter la tourelle était effectuée par quatre artilleurs à l'aide d'un système de cabestans et des démultiplications. En tournant, ils faisaient armer un contrepoids de lancement. Au moment de mettre la tourelle en batterie (position haute permettant le tir), le contrepoids déverrouillait à son tour les deux gros balanciers et leurs contrepoids. Ceux-ci, descendaient et faisaient monter la tourelle (le principe d'un tire-bouchon à bras). La coupole montait et dépassait le point de tir de quelques millimètres, faisait sortir un coin et redescendait se caler sur celui-ci : elle est prête au tir.

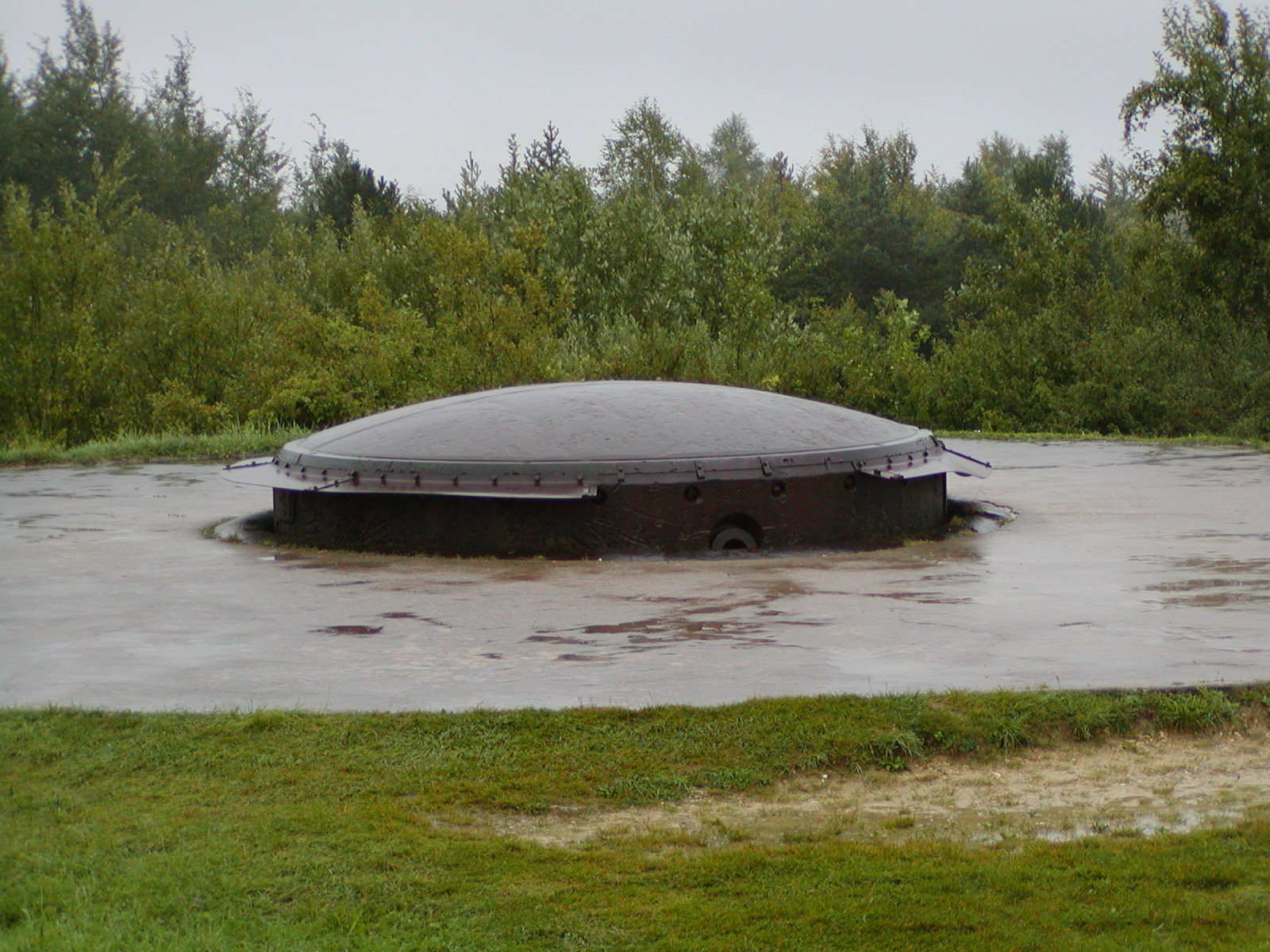
Vue extérieure de la tourelle de 155, à moitié éclipsée.

Pour la descendre, il suffit d'effacer le coin et la tourelle redescendait plus bas qu'en position d'éclipse, faisant ressortir un autre coin, remontait de quelques millimètres et se calait dessus. Le système est simple, c'est l'équilibre des deux contrepoids avec le poids de la tourelle. Ainsi on a 37 tonnes de contrepoids et 37 tonnes de tourelle. Les obus utilisés étaient montés depuis l'arrière un par un à l'aide d'une noria (monte-charge fonctionnant sur le principe d'une roue à aubes) puis arrivés à l'étage intermédiaire, passaient dans une seconde noria jusqu'à la chambre de tir. Un obus de 155 (modèle « lourd » exclusivement utilisé dans les tourelles) pesait 43 kg et le canon lui donnait une portée de 7,2 km. Le tir de ces tourelles était relativement rapide. Il n'y avait aucun inconvénient au moment du tir, les effluves de la combustion de la poudre dus aux tirs étaient chassés à l'extérieur (encore plus quand la culasse était ouverte) et un système de ventilation assurait une bonne ventilation du reste du local.
Le bruit à l'intérieur de la tourelle était tout à fait acceptable, la volée du tube étant à l'extérieur et enchâssée dans une rotule, 80 % du bruit était chassé à l'extérieur. Les tourelles de 155 de ce type étaient même moins bruyantes, pour les servants, que certaines pièces d'artillerie de même calibre à canon court.

## Première Guerre mondiale
Le fort est connu pour son rôle pendant la Première Guerre mondiale, essentiellement pendant la bataille de Verdun de février à décembre 1916.

### Début du conflit
La mobilisation modifie la composition de la garnison du fort :le 29 juillet, différentes compagnies du 164e régiment d'infanterie, de la 1re batterie du 5e régiment d'artillerie à pied et d'un détachement du génie, déployées à Thiaumont et à Froideterre, ainsi que dans le village de Bras), occupent le fort . Dès le 3 août, les ouvrages de Froideterre et de Thiaumont, ainsi que les villages sont tenus par le 44e régiment d'infanterie territoriale, seul le fort de Douaumont gardant une pleine compagnie d'active du 164e RI jusqu'au 23 août (remplacée à ce moment-là par la 5e compagnie du 44e RIT) : le village de Douaumont et ses abords sont mis en état de défense (tranchées, barricade, puis barbelés).
Le 6 septembre 1914 au matin, la tourelle de 155R du fort ouvre le feu, visant les Jumelles d'Ornes, un relief sur lequel étaient signalés des travaux allemands ; dans l'après-midi, la tourelle ainsi que quatre canons de 120 mm placés sur le fort tirent sur de l'infanterie allemande à la lisière des bois d'Herbebois et de la Wavrille. Les tirs reprennent les jours suivants, soutenus par les batteries voisines. Le fort reçoit ses premiers obus allemands le 8 octobre 1914 : 137 impacts sont dénombrés dans l'enceinte ou à proximité immédiate, dont 23 tombant sur le casernement, bouleversant les terrassements. En décembre 1914 et février 1915, la tourelle de 155 réalise plusieurs tirs sur les Jumelles d'Ornes, où les Allemands ont installé un observatoire ; le fort est pilonné les 15 et 17 février 1915 avec 40 obus de 38 cm et de 42 cm le premier jour et encore une vingtaine le surlendemain : la couche de béton est percée au-dessus de la boulangerie (d'où un gros éboulement de terre dans la cour de la caserne : coups nos 3 et 4), le couloir d'accès à la tourelle de 75 est disloqué (impacts nos 6, 7 et 8) et la tourelle de 155 a besoin de deux jours de travaux pour la remettre en état (no 10). Le 4 février 1915, la « station de tir contre aéronefs » du fort abat un Aviatik, rendant possible la capture de deux aviateurs. Pendant le reste de l'année 1915, le fort reçoit des obus allemands de 15 et de 21 cm.

### Désarmement du fort en 1915
La stabilisation de la ligne de front à l'automne 1914 modifie le type de combat, l'artillerie lourde prenant une place dominante. Or, l'armée de campagne française manque de munitions et de pièces de gros calibre, alors que les fortifications regorgent des deux. D'autant que les fortifications belges et françaises, même modernes, ne résistent pas aux nouvelles pièces lourdes allemandes.
Les places fortes relèvent de la compétence du ministère de la Guerre depuis la promulgation du décret du 7 octobre 1909. Dès le 28 septembre 1914, le GQG obtient du ministère qu'il envoie une partie des pièces d'artillerie et les stocks d'obus des places fortes (sauf pour Paris, Toul et Verdun), comme des colonies, vers le front. Le 20 octobre 1914, une directive du GQG ordonne de « réduire au strict minimum les garnisons des forts ». Enfin, grâce au décret du 5 août 1915 qui met les places situées dans la zone des armées sous les ordres du général en chef, le GQG peut vider les arsenaux et désarmer forts et batteries.
En conséquence, seules les tourelles conservent leurs canons (avec une très faible dotation en munitions), les autres pièces étant versées aux nouveaux régiments d'artillerie lourde et envoyées sur le front (qui en a besoin pour l'offensive de Champagne). Au fort de Douaumont, la casemate de Bourges perd ses deux canons de 75 mm avec leurs affûts et munitions. La garnison du fort se limite désormais à 56 artilleurs de la territoriale, commandés par un gardien de batterie (l'adjudant Chenot) : ce n'est plus qu'un cantonnement à dix kilomètres à l'arrière du front pour les troupes de passage. Le général Coutanceau, gouverneur de Verdun, ayant protesté contre ce désarmement de la place est remplacé le 10 août 1915 par le général Herr à la tête de la nouvelle « région fortifiée de Verdun » (équivalente à une armée), nouvellement créée.
La destruction partielle du fort est préparée en cas d'évacuation, prévoyant de faire sauter à l'explosif les tourelles, observatoires, fossé de gorge et une partie du réseau de barbelés. Le génie stocke à cette fin au fort cinq tonnes de poudre noire ainsi que des centaines de cartouches de cheddite et de mélinite ; un petit groupe de sapeurs est envoyé creuser derrière le mur d'escarpe de gorge six fourneaux de mine écartés entre eux de huit mètres. Ces travaux sont encore en cours au début de l'année 1916 ; les tourelles sont minées et inaccessibles.

### Prise en février 1916

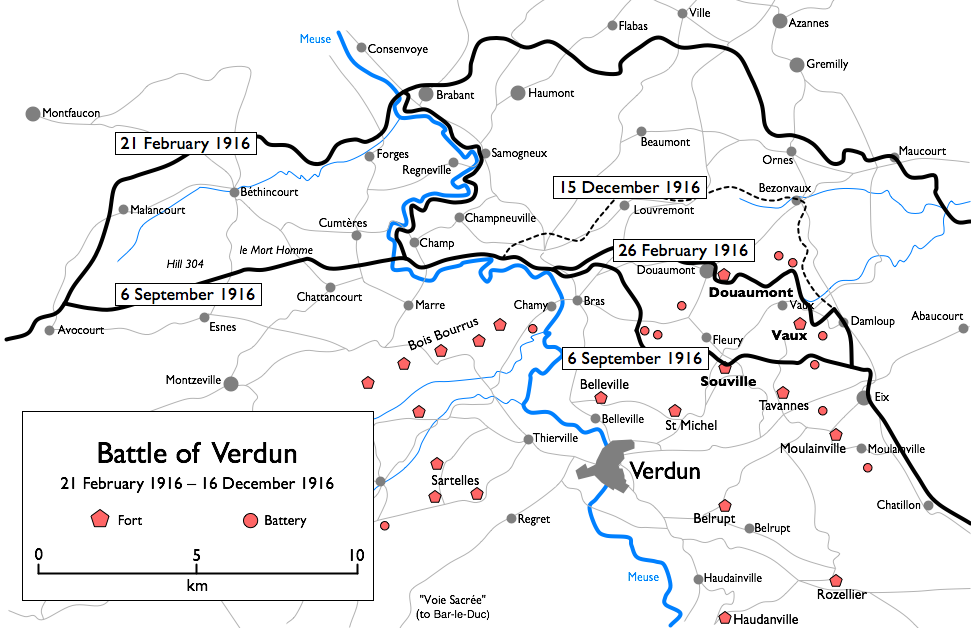
Carte du champ de bataille : le fort de Douaumont est pris dès le 25 février 1916, l'avancée allemande se poursuivant jusqu'aux abords du fort de Souville en juillet.

Le 21 février 1916, premier jour de l'offensive allemande sur Verdun, le fort de Douaumont fait partie des cibles de l'artillerie lourde allemande : il reçoit environ 800 obus les 21 et 22. Chaque jour, le front se rapproche du fort : l'artillerie allemande réalise une préparation ravageant le front français, puis l'infanterie allemande conquiert le terrain. Le 25 février, l'attaque perce largement les lignes, mais s'arrête comme prévu à environ 600 mètres du fort. Le 24e régiment d'infanterie allemand a atteint son objectif, le bois de Chauffour, mais reçoit des obus allemands : les officiers (l'Hauptmann Hans Joachim Haupt, chef de la 7e compagnie, le lieutenant de réserve Eugen Radtke de la 6e et l'Oberleutnant Cordt von Brandis de la 8e) décident alors de pousser plus loin.
Évitant le village de Douaumont où est retranché un bataillon du 95e RI français, les compagnies du 24e allemand franchissent le glacis et le réseau de barbelés, arrivant en fin d'après-midi, sous la neige, jusqu'à la grille de la contrescarpe au nord-est du fort. Dans le fort, les 57 territoriaux de la garnison, ainsi qu'un isolé du 164e RI, six artilleurs du 102e RA, un sergent du génie et cinq hommes de corvée, se sont réfugiés dans le sous-sol du casernement (pour se protéger du pilonnage), sans liaison avec les unités environnantes et sans personne dans les observatoires. Une brèche est découverte dans la grille et quelques volontaires sautent dans le fossé, trouvent des poteaux télégraphiques et les dressent pour aider les suivants à descendre. Le sergent Kunze (des pionniers du régiment) se glisse dans le coffre oriental par le créneau de tir, puis de petits groupes d'Allemands remontent les galeries. Les Français du fort sont faits prisonniers. La perte du fort, important point d'appui, observatoire et abri de premier ordre entraîna pour les deux camps adverses des conséquences matérielles et morales considérables. Les Allemands organisèrent tout de suite la défense du fort de Douaumont : dans la soirée du 25 février, ils étaient 19 officiers et 79 sous-officiers et hommes de troupes de cinq compagnies différentes à occuper le fort de Douaumont. Le fort, excellent observatoire pour l'artillerie, devient le pivot de la défense allemande sur la rive droite de la Meuse. Brandis et Haupt reçurent la médaille Pour le Mérite et des communiqués allemands sont publiés, le premier le 26 février à midi :

« Le fort blindé de Douaumont, le pilier nord-est de la ligne principale des fortifications permanentes de la place forte de Verdun, a été pris d'assaut hier après-midi par le régiment d'infanterie du Brandebourg no 24. Il est solidement au pouvoir des troupes allemandes. »

« À l'est de la Meuse, devant Sa Majesté l'empereur et roi, qui était sur le front, nous avons obtenu des succès importants. Nos vaillantes troupes ont enlevé les hauteurs sud-ouest de Louvemont, le village de Louvemont et la position fortifiée qui est plus à l'est.
Dans une vigoureuse poussée en avant, des régiments de Brandebourg sont arrivés jusqu'au village et au fort cuirassé de Douaumont qu'ils ont enlevés d'assaut. »

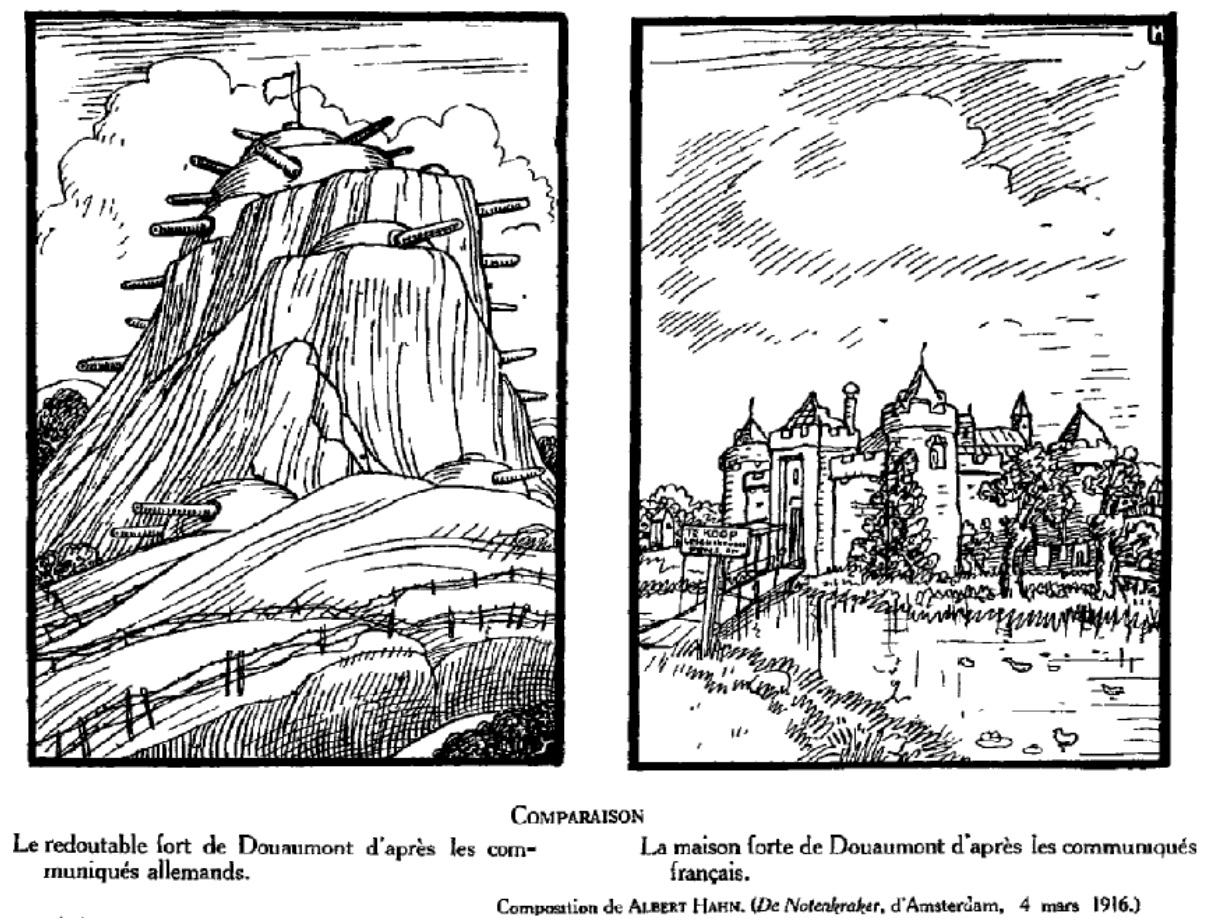
Caricature néerlandaise.

### Échec français en mai 1916

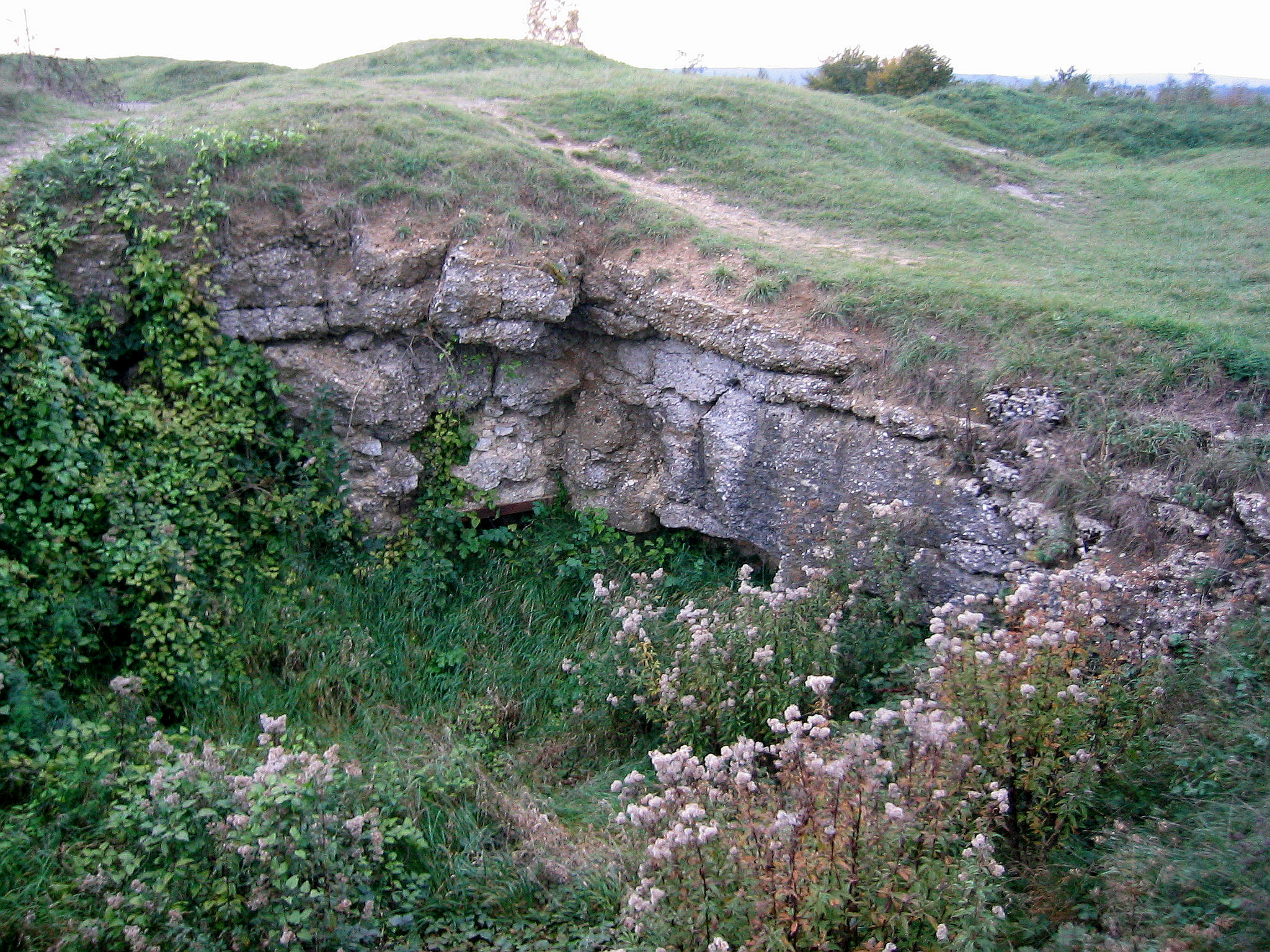
Vue de la dalle de béton en bordure d'un cratère d'impact : elle est fissurée en fonction des couches de coulée successives, chacune de 20 cm d'épaisseur.

Une fois allemand, le fort est utilisé comme abri pour les troupes montant ou descendant du front, ainsi qu'observatoire d'artillerie (les tourelles sont utilisées comme observatoires blindés et éclipsables). C'est désormais l'artillerie française qui arrose d'obus le fort (notamment du côté de sa gorge) et son glacis. Côté français, il est très tôt question de reprendre Douaumont, notamment à l'état-major de la 2e armée, commandée depuis le 28 avril par le général Robert Nivelle (remplaçant Philippe Pétain, jugé pas assez offensif) qui a donc la charge de défendre Verdun. Les moyens engagés se révèlent insuffisants : si les tirs de destruction commencent le 16 mai, la préparation se limite au matin du 22, la contrebatterie est inefficace car l'artillerie française est surclassée, tandis que le mortier de 370 mm Filloux est incapable de percer le béton du fort. Dans la nuit du 19 au 20, l'unité chargée de l'assaut, la 5e division d'infanterie (36e, 74e, 129e et 274e RI) du général Charles Mangin, monte en ligne entre la ferme de Thiaumont et l'étang de Vaux.
Le 22 mai, une contre-préparation allemande frappe les premières lignes françaises ; l'assaut frontal est malgré tout déclenché à 11 h 50 : le 129e RI, renforcé par trois compagnies de sapeurs (les 3/1, 3/4 et 3/51) du 3e génie, atteint le fort en 15 minutes, passe dans le fossé, puis monte sur la partie occidentale du fort. La casemate de Bourges et le coffre nord-ouest sont pris à coup de grenades, mais les fantassins, bloqués en surface par le fauchage des mitrailleuses et à l'intérieur par les barricades de la garnison allemande (du 12e régiment de grenadiers), décimés par les tirs fusants de l'artillerie et les contre-attaques allemandes, ne peuvent que s'accrocher au terrain, dans les trous d'obus et en creusant des bouts de tranchée. Le 23, les restes de quelques compagnies de renfort (notamment du 34e RI, dépendant de la 35e DI) arrivent à passer à travers le barrage d'artillerie allemand, mais, encerclés, manquant de munitions, d'eau et de vivres, les survivants français de l'assaut se rendent le 24 mai.
Les pertes du 129e RI sont le 20 mai (montée en ligne) de 17 morts et 46 blessés ; le 21 mai (aménagement des parallèles d'attaque) de 31 morts, 162 blessés et 11 disparus ; le 22 mai (contre-préparation et assaut) de 66 morts, 386 blessés et 220 disparus, soit la moitié de l'effectif théorique ; le 23 mai (en défense) de 36 tués, 204 blessés et 136 disparus ; ce qui reste du régiment est relevé sur le front par les éléments du 34e et 49e RI dans la nuit du 23 au 24 mai. Pour préparer et soutenir cet assaut, l'artillerie française a consommé du 17 au 25 mai 447 000 obus, dont 152 000 d'artillerie lourde, soit une masse de 7 000 tonnes.

### Reconquête française
Une seconde attaque française est planifiée en septembre 1916 par l'état-major du groupement D-E (commandé par le général Charles Mangin) pour reprendre Thiaumont, Douaumont et Vaux, à trois kilomètres au nord des lignes françaises.
Elle fut confiée aux 38e (général Margueritte), 133e (Marceau) et 74e DI (Belrupt) sur un front total de sept kilomètres,. Les hommes, très chargés (ils emportèrent notamment quatre jours de vivres, deux masques à gaz, 200 cartouches, ainsi que des outils) sont armés en plus de leur fusils et grenades, de fusils-mitrailleurs Chauchat, de tromblons VB et de canons de 37 mm. Des répétitions ont été organisées à l'arrière, les cadres équipés de boussoles et la troupe entraînée à suivre le barrage roulant d'artillerie. L'assaut est prévu pour le 17 octobre avec six jours de préparation, mais le 12 le temps est tellement mauvais que toute l'opération est repoussée. Le 20, le temps s'améliore, permettant de déclencher une préparation raccourcie à quatre jours et de fixer le jour J au 24 octobre.

#### Préparation d'artillerie

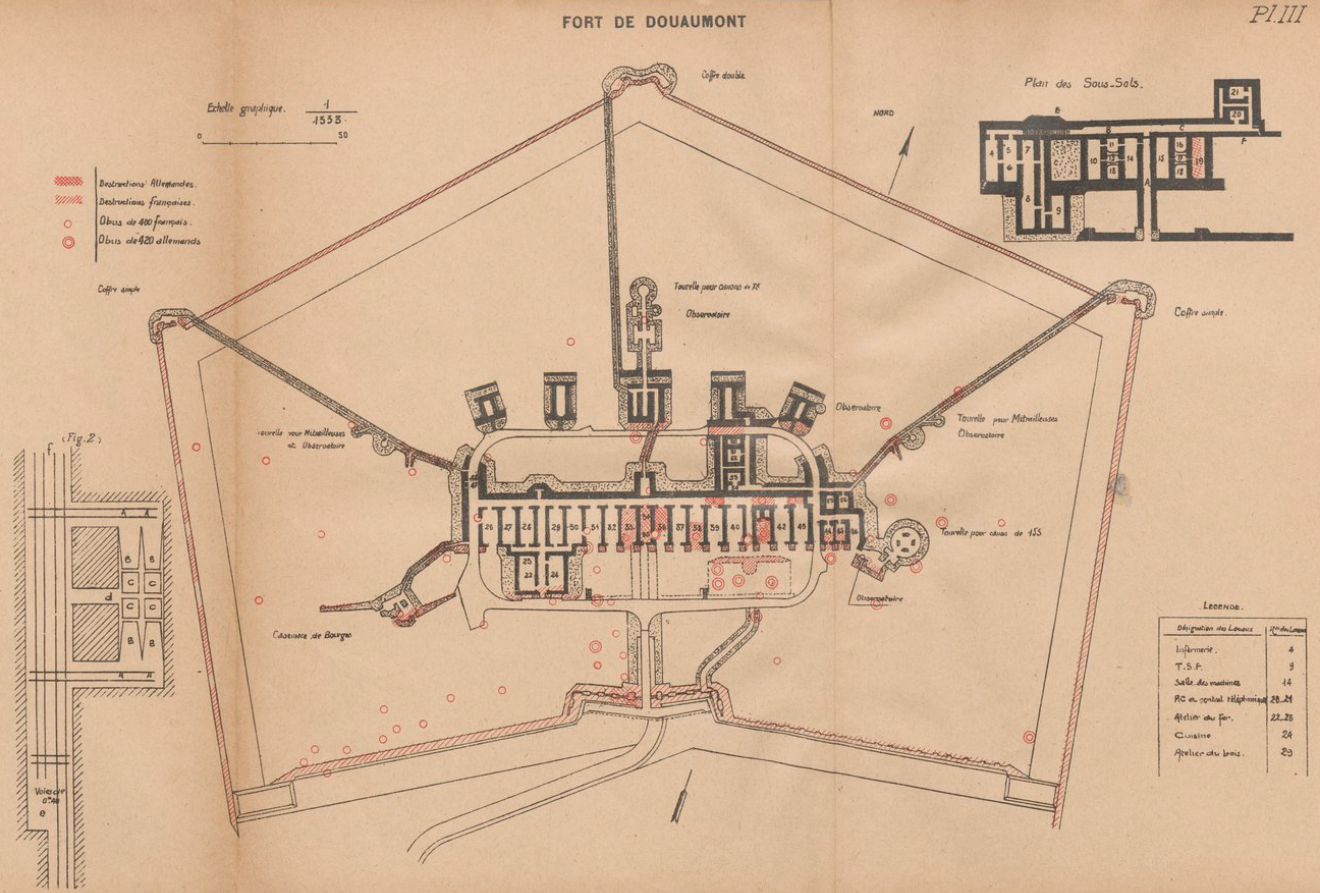
Plan du fort en noir, avec dessus en rouge les impacts des obus de gros calibre (surtout ceux de 42 cm allemands et ceux de 400 mm français) numérotés dans l'ordre chronologique.

Le soutien d'artillerie est particulièrement dense, avec douze canons de 65 mm, 272 de 75 mm (68 batteries), quatre de 80 mm, huit de 90 mm, 28 de 95 mm, 24 de 100 mm, 24 de 105 mm, 40 de 120 mm L, 64 de 155 mm C, 44 de 155 mm CTR, 24 de 155 mm C S, 96 de 155 mm L et 40 mortiers de 220 mm. Cette artillerie, à laquelle s'ajoute l'ALGP, surclasse désormais son homologue allemande. L'espace aérien est dominé par la chasse française ; le repérage cartographique des cibles est confié à sept escadrilles d'avions d'observation et à dix aérostats.
Les tirs de contre-batterie commencent dès le 3 octobre, avec ensuite quatre jours de matraquage pendant lesquels la riposte allemande décroît peu à peu. Du 21 au 26 octobre, l'artillerie française déverse 530 000 obus de 75 mm, 101 000 coups de 155 mm et plus de 170 000 obus d'autres calibres sur le front d'attaque : cette préparation détruit les tranchées, écrase ou obstrue les abris et assure une contre-batterie efficace (prévoyant 600 obus de 155 mm pour chaque batterie allemande repérée). Le 22, Mangin ordonne pour 15 h le déclenchement d'un barrage roulant ainsi que des simulacres d'attaque d'infanterie : 158 nouveaux emplacements d'artillerie allemands se dévoilent en faisant une contre-préparation et des barrages, s'exposant ainsi aux tirs français.
Pour frapper le fort de Douaumont sept pièces d'ALGP sont engagées, quatre autres pour Vaux. Douaumont est la cible pendant quatre jours d'un total de 96 obus tirés par deux obusiers de 400 mm, 156 obus de 370 mm, 290 obus de 280 mm et 416 obus de 270 mm. Le 23 à 12 h 30, un obus de 400 perfore le béton du fort et explose dans l'infirmerie, tuant une cinquantaine d'Allemands ; à 12 h 40 un autre obus fait s'effondrer la casemate no 8 ; puis c'est au tour de la voûte du couloir principal ; un autre obus passe par le trou et va exploser plus bas, dans un dépôts de grenades, déclenchant un incendie qui répand des gaz toxiques. À 14 h, l'éclairage est coupé. La garnison allemande évacue le fort le 23 entre 17 et 18 h, alors que l'artillerie française mène un « arrosage d'obus spéciaux » (800 coups de 90 et de 95 mm chargés au gaz) sur et autour du fort.

#### Assaut d'infanterie

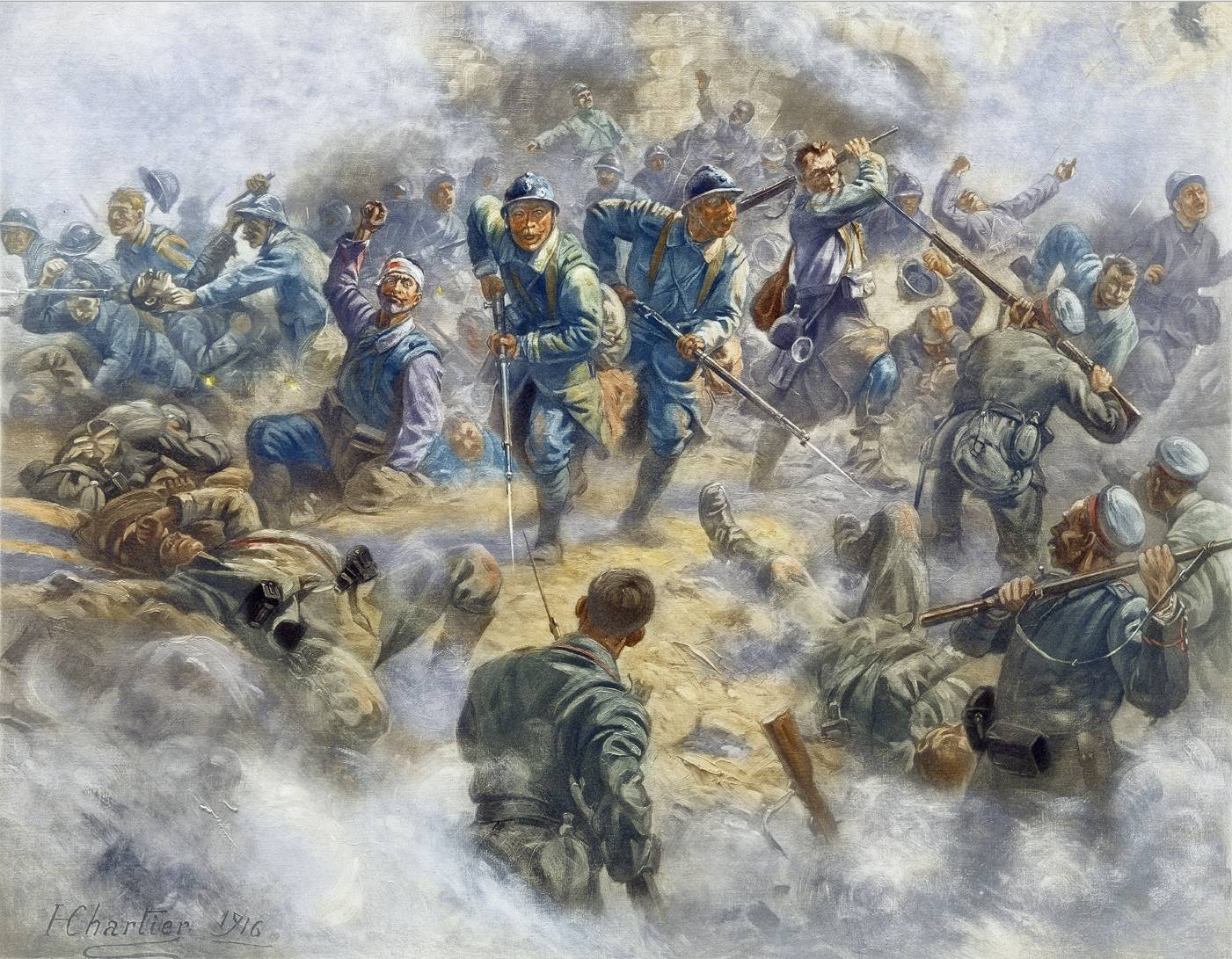
Henri Georges Jacques Chartier, Reprise du fort de Douaumont par l'infanterie française, 1916, lithographie conservée au musée de l'Armée. Une œuvre irréaliste : l'assaut ne s'est pas résumé à une furieuse charge à la baïonnette.

Dans la nuit du 23 au 24, les derniers éléments des trois divisions d'attaque montent en ligne, relevant celles qui avaient aménagé le secteur (parallèles de départ et boyaux de communication) : la 38e remplaçant la 55e, la 133e la 130e et la 74e la 63e DI. À l'heure H-30, une partie de l'artillerie française effectue un « tir de peignage sur la zone d'attaque » (tir de harcèlement, donc lent, des arrières) et des tirs de neutralisation des batteries allemandes (au gaz), une autre partie assure l'encagement des cibles, tandis que l'artillerie lourde et l'artillerie de tranchée (14 batteries) terminent leurs tirs de destruction. À partir d'H-5, les canons de 75 mm concentrent leurs tirs sur la première ligne allemande, à raison de quatre obus percutants par minute et par pièce. Enfin, à l'heure H (11 h 40), les observatoires allemands sont aveuglés à coups d'obus fumigènes et le tir s'allonge sous forme d'un barrage mobile d'obus percutants (qui avance de 100 m toutes les quatre minutes). Les bataillons sortent de leur tranchées et avancent dans un brouillard épais, au milieu des cratères qui se touchent, remplis d'eau et de boue. Le brouillard masque l'attaque, si bien que le barrage allemand n'est déclenché que 12 minutes plus tard.
Dans le secteur de la 38e DI, sur la gauche du front d'attaque, le régiment d'infanterie coloniale du Maroc (RICM) est chargé de prendre le fort, épaulé par le 4e régiment mixte de zouaves et tirailleurs (4e RMZT) qui doit prendre Thiaumont. Le fort a de nouveau une garnison allemande depuis 7 h du matin, mais composée seulement du capitaine Prollius et de 26 pionniers. Le RICM (commandé par le lieutenant-colonel Régnier, PC dans l'abri des Quatre-Cheminées) attaque du ravin des Vignes avec trois bataillons : le 4e (du commandant Modat, blessé dans l'assaut) qui prend la première position allemande malgré quelques difficultés, le 1er (du commandant Croll) qui passe devant à partir de 13 h 40 pour encercler le fort et le 8e (du commandant Nicolaÿ) qui doit « nettoyer » les dessus et l'intérieur du fort. Atteignant l'objectif, le bataillon Croll est seul : Nicolaÿ s'est déporté vers l'est dans le brouillard (sa boussole étant déviée par le métal de son équipement). Croll envoie alors ses hommes dans les fossés puis sur la superstructure du fort, y rencontrant des éléments du 321e RI, avant d'être enfin relevé par le 8e bataillon, qui arrive en colonnes guidé par un prisonnier allemand. Les coloniaux, renforcés par des sapeurs (de la compagnie du génie 19/2, celle de la 38e DI) et des lance-flammes (une section de sapeurs-pompiers équipée d'engins Schilt), pénètrent dans le fort vers 15 h. Deux de ces sapeurs, Jean Ygon et Paul Dumont, se distinguent : alors qu'Ygon, aidé d'un autre sapeur, capture vingt soldats allemands, deux mitrailleuses et trois canons, le maître-ouvrier Dumont, qui a pris le commandement de quatre marsouins, est le premier soldat français à pénétrer dans le fort ; à son tour, il y capture quatre officiers et vingt-quatre soldats allemands.
Pendant la journée du 24, le RICM perd 500 hommes, dont 111 tués et 389 blessés. Le 25, le chef de bataillon Nicolaÿ est nommé commandant d'armes du fort de Douaumont ; le lieutenant-colonel Régnier installe son PC dans le fort. Les 26 octobre, deux contre-attaques allemandes sont repoussées près du fort ; les divisions d'assaut françaises sont relevées le 30. Le 4 décembre 1916, Dumont et Ygon se voient attribuer tous les deux la Légion d'honneur, dont ils seront les deux seuls militaires du rang récipiendaires à l'occasion de la reprise du fort (les hommes du rang reçoivent normalement la médaille militaire). Le nom de sergent Paul Dumont fut donné en 2010-2011 à la 273e promotion de l'École nationale des sous-officiers d'active. Enfin, le chef de bataillon Pierre Nicolaÿ est fait officier de la Légion d'honneur (né en 1872 à Saint-Avold, il est tué le 16 décembre 1916 à Louvemont).

#### Citations et inscriptions
« Le 24 octobre 1916, renforcé du 43e bataillon sénégalais et de deux compagnies de Somalis, a enlevé d’un admirable élan les premières tranchées allemandes ; a progressé ensuite sous l’énergique commandement du colonel Régnier, brisant successivement la résistance de l’ennemi sur une profondeur de deux kilomètres. A inscrit une page glorieuse à son histoire en s’emparant d’un élan irrésistible du fort de Douaumont, et conservant sa conquête malgré les contre-attaques répétées de l’ennemi. »

— Décret du 13 novembre 1916 avec attribution de la Légion d’honneur au drapeau du RICM, publié au JORF du 16 novembre 1916,.

« Le 24 octobre 1916, sous l’énergique commandement du lieutenant-colonel Vernois, a enlevé d’un élan admirable les premières tranchées allemandes, puis, successivement, l’ouvrage de la ferme de Thiaumont. A inscrit une page glorieuse à son histoire en s’emparant, dans un irrésistible assaut, du village de Douaumont. »

— Citation à l'ordre de l'armée du 4e régiment mixte de zouaves et tirailleurs. Ordre général de la 2e armée en date du 13 novembre 1916.

« A fourni, pendant une période de vingt jours, de gros efforts pour préparer une attaque dans un secteur particulièrement bombardé. A pris part à cette attaque, suivant les troupes qui s'emparaient, dans un élan irrésistible, du fort de Douaumont, a pris part avec la même bravoure à la prise de cet ouvrage, nettoyé et organisé la position, permettant ainsi de conserver une brillante conquête. »

— Citation à l'ordre de l'armée de la 2e compagnie du 19e bataillon du génie. Ordre général n°498 de la 2e armée en date du 13 novembre 1916.

« Officiers, sous-officiers et soldats du groupement Mangin, en quatre heures, dans un assaut magnifique, vous avez enlevé d'un seul coup, à notre puissant ennemi, tout le terrain, hérissé d'obstacles et de forteresses, du nord-est de Verdun, qu'il avait mis huit mois à vous arracher par lambeaux, au prix d'efforts acharnés et de sacrifices considérables. Vous avez ajouté de nouvelles et éclatantes gloires à celles qui couvrent les drapeaux de Verdun. Au nom de cette armée, je vous remercie. Vous avez bien mérité de la Patrie. »

— Ordre du jour du général Nivelle, le 25 octobre 1916, remerciant les troupes qui ont repris le fort de Douaumont.

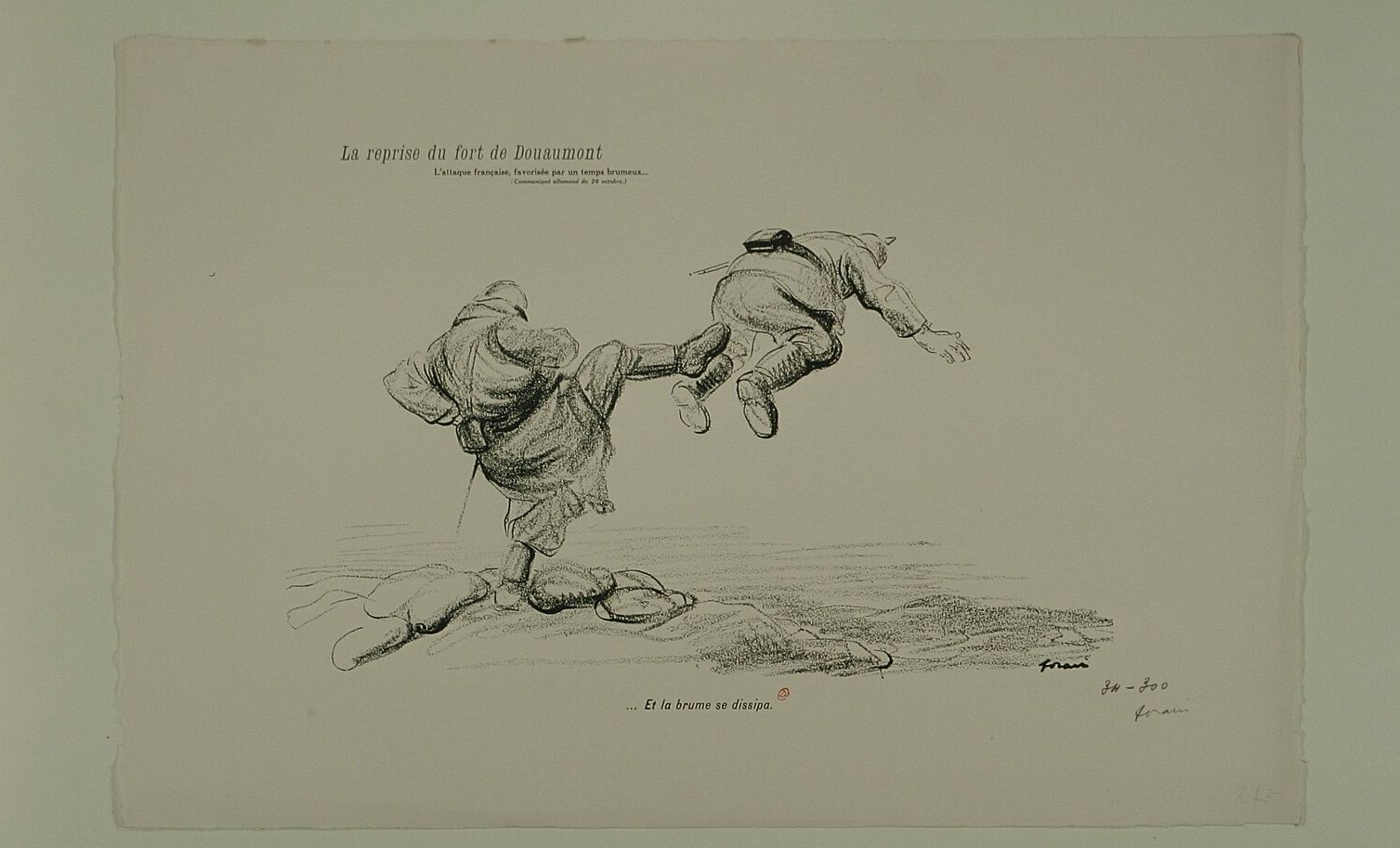
Lithographie publié dans Le Figaro du 12 novembre 1916 : La reprise du fort de Douaumont : L'attaque française, favorisée par un temps brumeux... (communiqué allemand du 26 octobre) Et la brume se dissipa. Douaumont eut une portée symbolique très forte pendant la bataille de Verdun.

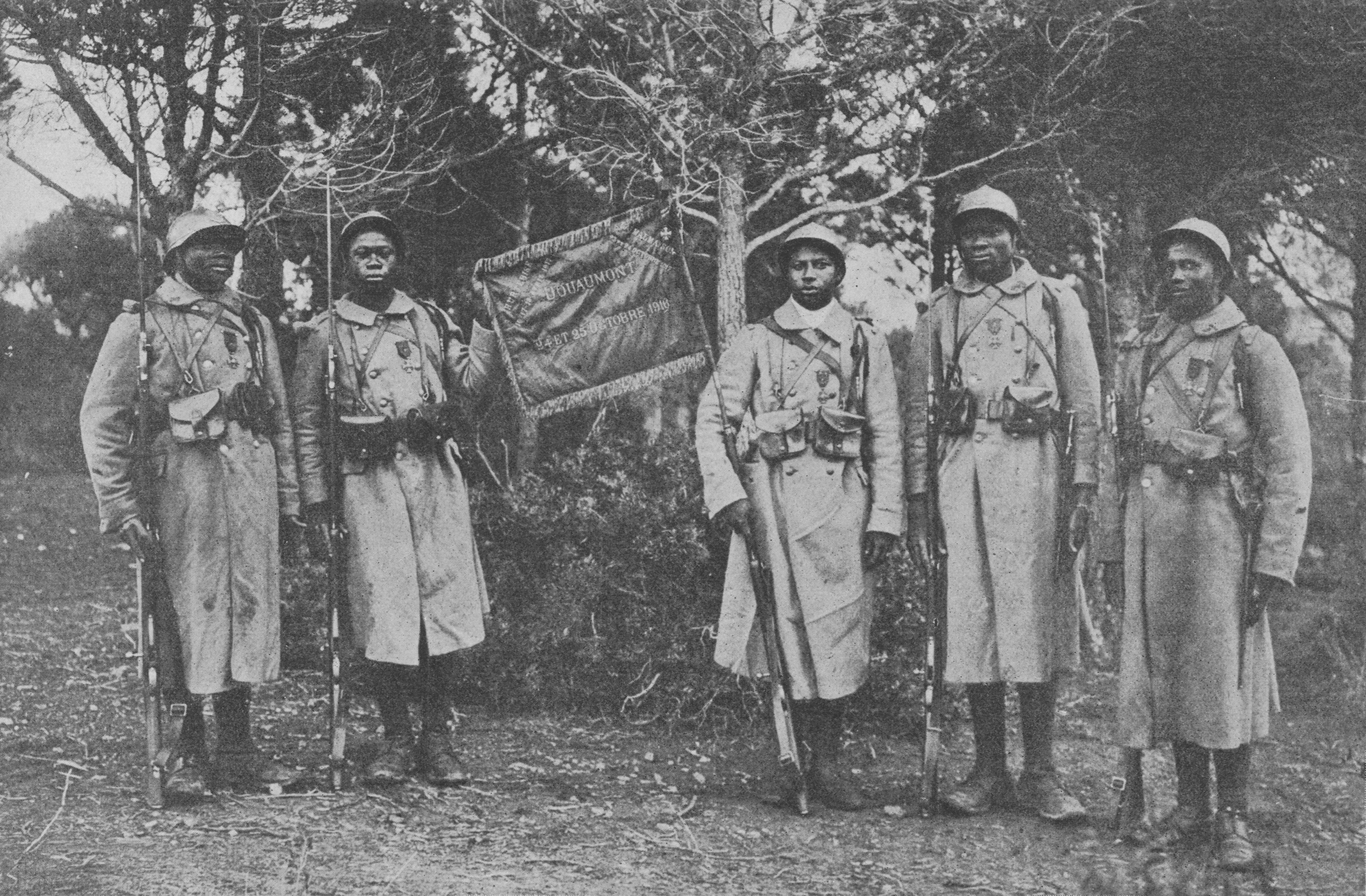
Fanion du de tirailleurs sénégalais portant l'inscription Douaumont 1916 et la fourragère.

L'inscription de bataille « VERDUN-DOUAUMONT 1916 » est attribuée aux drapeaux des unités suivantes : 
- régiment d'infanterie coloniale du Maroc (RICM) ;
- 4e régiment mixte de zouaves et tirailleurs (4e RMZT), composé de deux bataillons de tirailleurs tunisiens et d'un bataillon de zouaves[n 14] ;
- 321e régiment d'infanterie (321e RI) ;
- 1er bataillon de tirailleurs somalis ;
- 43e bataillon de tirailleurs sénégalais (43e BTS).

« Le 24 octobre 1916, alors que le R.I.C.M. prenait pied sur le Fort de Douaumont, le 321e R.I à sa droite, atteignait la face est de l'ouvrage et le 4e régiment mixte de zouaves et tirailleurs, à sa gauche, pénétrait dans le fossé ouest. Ces trois régiments, ensemble à la peine, partagent maintenant l'honneur de voir inscrit sur leurs drapeaux le nom glorieux : VERDUN-DOUAUMONT. »

— 1re plaque commémorative.

« Le 24 octobre 1916, le Régiment d'Infanterie Coloniale du Maroc renforcé du 43e Bataillon Sénégalais et de deux compagnies de Somalis a enlevé, d'un admirable élan, les premières tranchées allemandes, a progressé ensuite sous l'énergique commandement du lieutenant colonel Régnier, brisant les résistances successives de l'ennemi sur une profondeur de deux kilomètres - a inscrit une page glorieuse à son histoire en s'emparant dans un assaut irrésistible du Fort de Douaumont et en conservant sa conquête malgré les contre-attaques répétées de l'ennemi. »

— 2e plaque commémorative.

« Le 24 octobre 1916, la 38e division d'infanterie a eu la gloire et le mérite de reprendre à l’ennemi le Fort de Douaumont. Le RICM, le 4e régiment mixte de zouaves et tirailleurs, le 4e régiment de zouaves, le 8e régiment de tirailleurs tunisiens et le 32e régiment d’artillerie de campagne formant la 38e DI. Les 133e et 74e DI ont glorieusement participé aux combats, notamment les 11e et 321e régiment d’infanterie. »

— 3e plaque commémorative.

### Aménagements en 1916-1918

#### Travaux allemands
La carapace de protection du fort de Douaumont est épaisse de plus de six mètres (composée de maçonnerie en pierre, recouverte de sable, de béton spécial et de terre) mais a en grande partie disparu en raison des divers bombardements et du prélèvement du sable pendant l'occupation allemande durant le premier conflit mondial. Pour renforcer la protection de la façade du casernement, particulièrement atteinte par les obus français, les Allemands l'ont renforcée avec un empilement de sacs de sable et de terre de plusieurs mètres d'épaisseur. Le fort permettait de loger théoriquement 800 hommes environ mais en 1916, il y en eut parfois jusqu'à 3 000 voire 3 500.

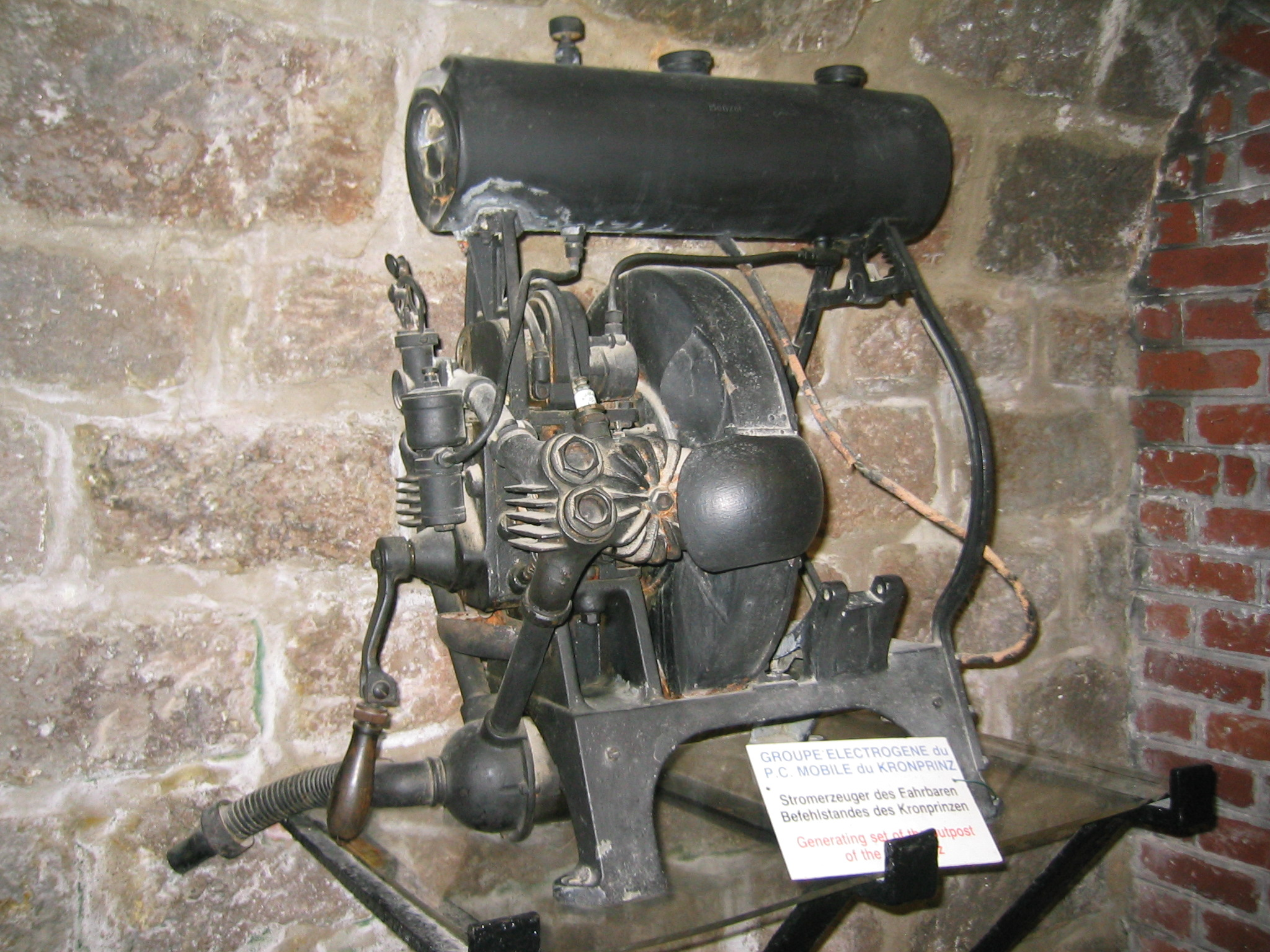
Groupe électrogène allemand.

Le fort contenait des citernes cimentées. Cependant, avec les bombardements, elles furent rendues inutilisables (fissurées par les vibrations) et le ravitaillement en eau était particulièrement difficile, les occupants étant rationnés à 250 ml d'eau par jour. Jusqu'à 1916, on utilisait pour l’éclairage des bougies et des lampes à pétrole qui, à cause de la surpopulation et d'inévitables dégradations, n'étaient que peu ou pas utilisées. Les Allemands, remédiant à cet état, avaient mis en service au fort des groupes électrogènes. Au moment de la reprise du fort par les troupes françaises le 24 octobre 1916, ils en avaient amené d'autres plus puissants qui étaient en cours de montage et qui leur auraient permis d'électrifier quasiment tout le fort. La ventilation était assurée par des ventilateurs à main. Les toilettes existaient à l'intérieur du fort mais en nombre insuffisant (quatre) et dans un état de saleté repoussante ; les Allemands remédièrent à ce problème en installant plus de vingt toilettes à l'extérieur, à l'abri du bombardement, et condamnèrent celles de l'intérieur. Le fort présente aussi une pièce, aménagée par les troupes allemandes, dans laquelle on désinfectait les uniformes et le personnel avec de la vapeur d'eau chaude.
Le fort servait de lieu de passage et de repos à l'infanterie allant en ligne, le seul endroit où une troupe pouvait se reposer sans danger. La sortie en était difficile, l'artillerie française tenant sous son feu les issues du fort. Aussi, pour réduire les pertes à la sortie du fort, les Allemands entreprirent la construction d'une communication souterraine, appelée « tunnel sud » dans l'axe même du fort. Fin octobre, 60 mètres seulement étaient achevés.

#### Sépultures collectives

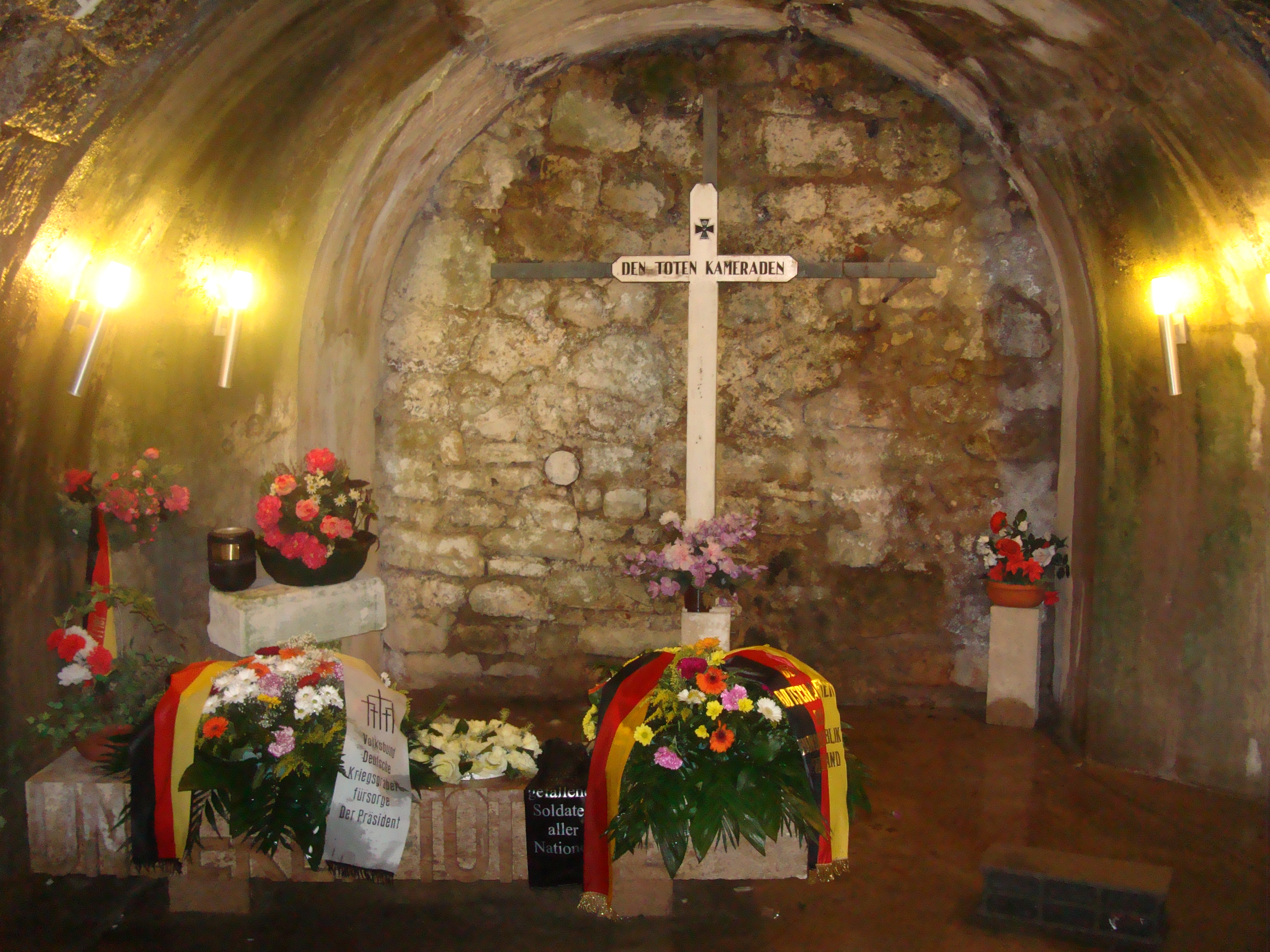
Mémorial devant la casemate servant de tombe collective à 679 soldats allemands.

Le 8 mai 1916, la vie du fort occupé par les Allemands fut troublée par un événement imprévu. La veille, les bombardements français avaient été très violents et l'ouvrage avait reçu les blessés ; un bataillon au repos et de nombreuses troupes se trouvaient dans le fort. À 6 h du matin, une violente explosion accidentelle, celle d'un dépôt de grenades due à une erreur humaine, mit le feu à un dépôt voisin de lance-flammes. Les pertes furent lourdes, les Allemands commencèrent à enterrer les morts mais comme on en retrouvait toujours, le commandement les fit placer dans deux casemates qui furent murées. Des 800 à 900 soldats qui périrent, 679 sont enterrés derrière cette croix : c'est le cimetière allemand du fort. Le fort reçu le surnom de Sargdeckel, le « couvercle de cercueil » à cause de sa forme allongée et bombée.
Le 14 décembre 1916, un obus allemand de 420 mm tombe au-dessus d'un piédroit du casernement, perçant le béton et la maçonnerie, faisant s'effondrer les deux casemates voisines : 21 soldats français sont tués. On put en sortir quatorze pour les enterrer à l'extérieur, les sept autres, dont les noms sont inscrits sur une plaque, furent déchiquetés et reposent encore derrière un mur épais qui mure maintenant la casemate.

#### Travaux français

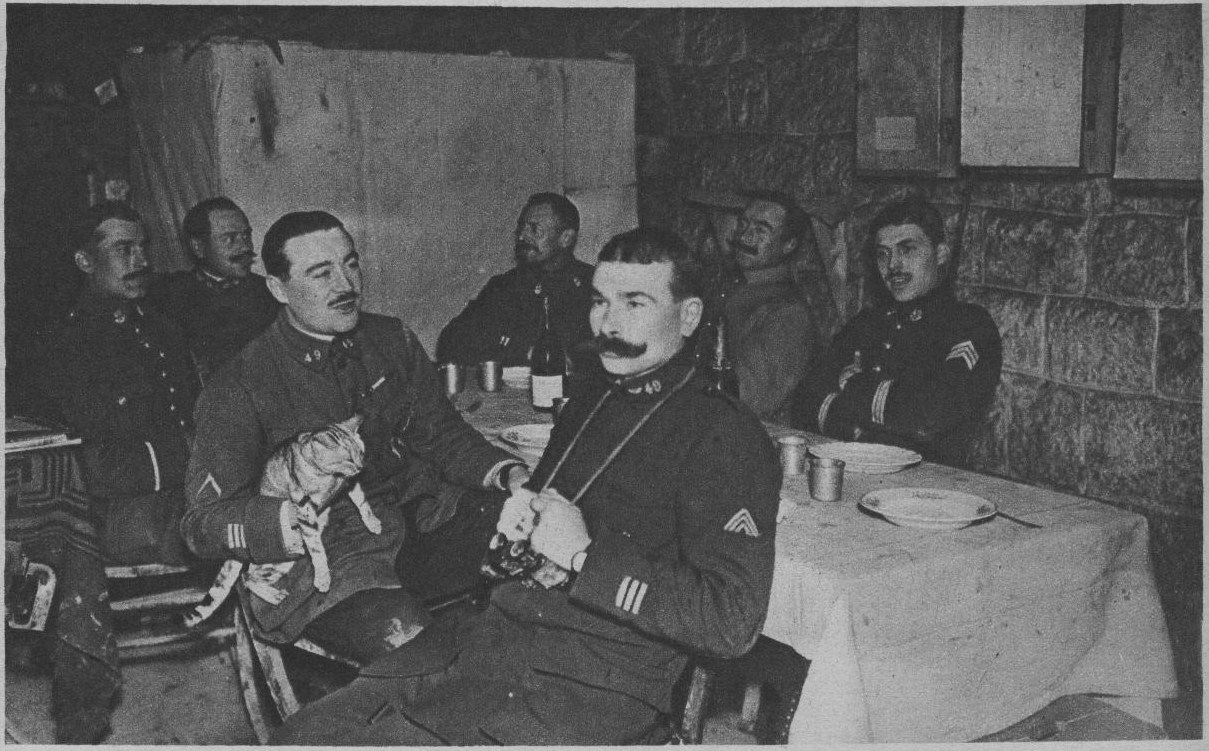
Repas de Noël 1916 des officiers, autour de leur commandant, le capitaine Le Bris, qui tient le chat.

Dès le premier jour de la reprise du fort par les Français, les sapeurs du génie le réaménagent pour le rendre mieux défendable et habitable : barricades, chicanes, positions de mitrailleuses, rétablissement de l'éclairage et de la ventilation, évacuation des cadavres et des décombres. Les groupes électrogènes allemands sont révisés et remis en service. Trois petits puits sont aménagés pour l'approvisionnement en eau, complétés par des cuves métalliques de 400 litres (les citernes étant fissurées). Les coffres de contrescarpe et la casemate de Bourges sont remis en état et réarmés ; le casernement est dégagé de ses sacs de sable et de terre, sa façade est partiellement refaite, comprenant des créneaux de tir pour mitrailleuses. Deux réseaux de barbelés, chacun de dix mètres de large, sont déployés dans les fossés et sur le glacis, chaque coffre étant lui-même entouré.
Rapidement le creusement des « galeries de 17 » est lancé, ordonné par le commandant Harispe : expérimentées au fort de Moulainville à partir de mai 1916 et ordonnées pour tous les forts et ouvrages de la région fortifiée de Verdun à partir d'août, elles doivent permettre de s'enfouir davantage, en forant des puits d'accès sous la caserne, l'observatoire de commandement, la casemate de Bourges, les quatre tourelles (chacune couplée à un observatoire cuirassé) et les trois coffres, puis en reliant ces forages par des galeries à près de 30 mètres de profondeur. Ces galeries, peu étayées mais éclairées à l'électricité, ventilées et aménagées (dortoirs, magasins et usine), ont pour fonction de garantir l'accès aux différents organes de combat et de protéger la garnison même pendant les pires pilonnages. Le creusement des galeries se poursuit jusqu'en 1918, comprenant des portes étanches pour en mettre des portions en légère surpression (équivalent à un abri-caverne). Le « tunnel sud » creusé par les Allemands est prolongé, débouchant en surface à 500 mètres environ au sud, dans le ravin de la Caillette. Deux embranchements menaient à deux autres sorties, l'une à la carrière à 180 m du fort et l'autre à 300 m. L'entrée la plus éloignée est à proximité d'une voie ferrée de 60 cm (celle du « Tacot »), tandis qu'une voie étroite de 40 cm pénètre dans l'entrée de guerre du fort, ce qui permet un meilleur ravitaillement et de stocker facilement les munitions pour les deux tourelles d'artillerie (4 700 cartouches 75 mm et 1 500 coups de 155 mm).

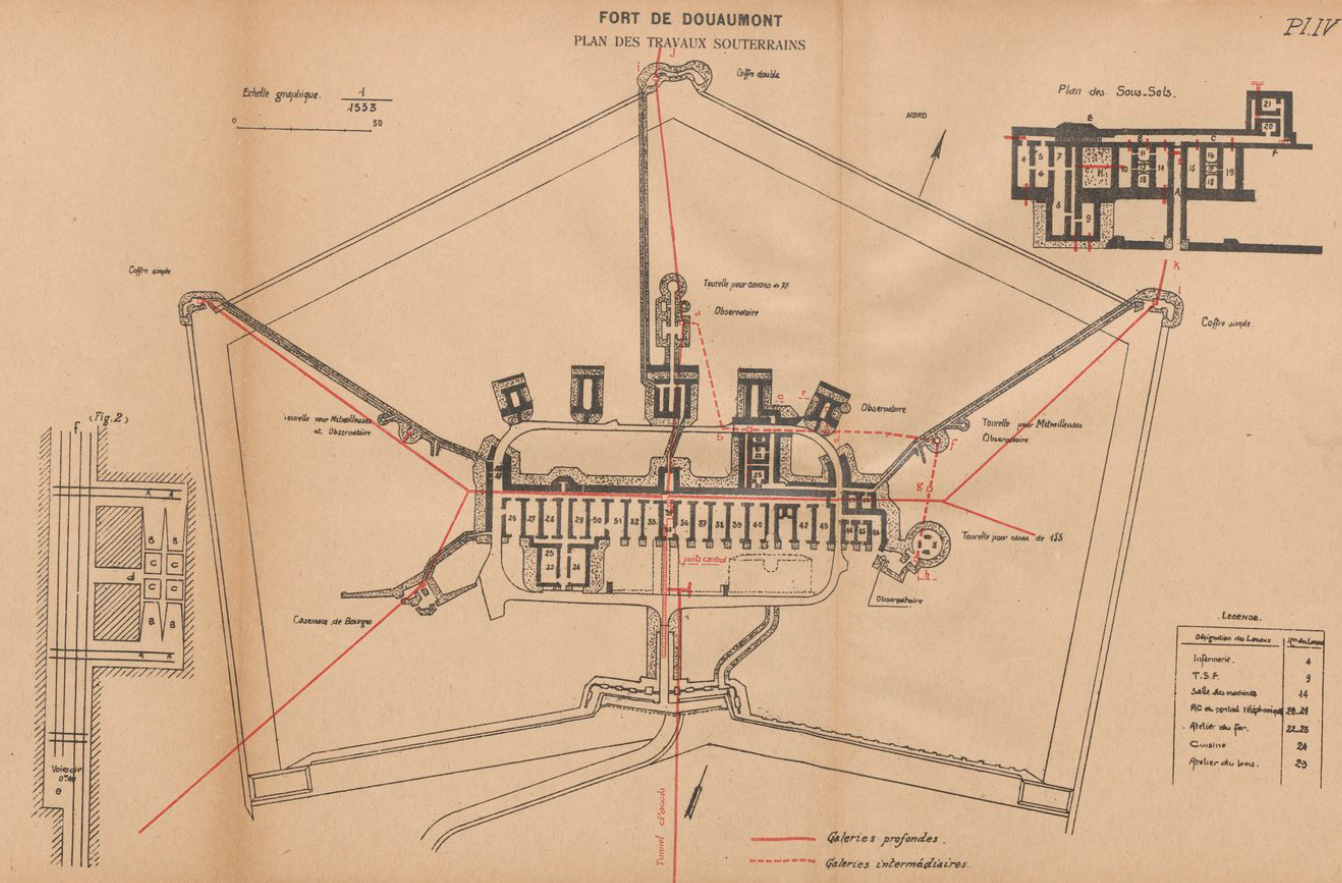
Plan du fort en noir, avec en rouge le tracé des galeries souterraines (appelées les « travaux de 17 »).
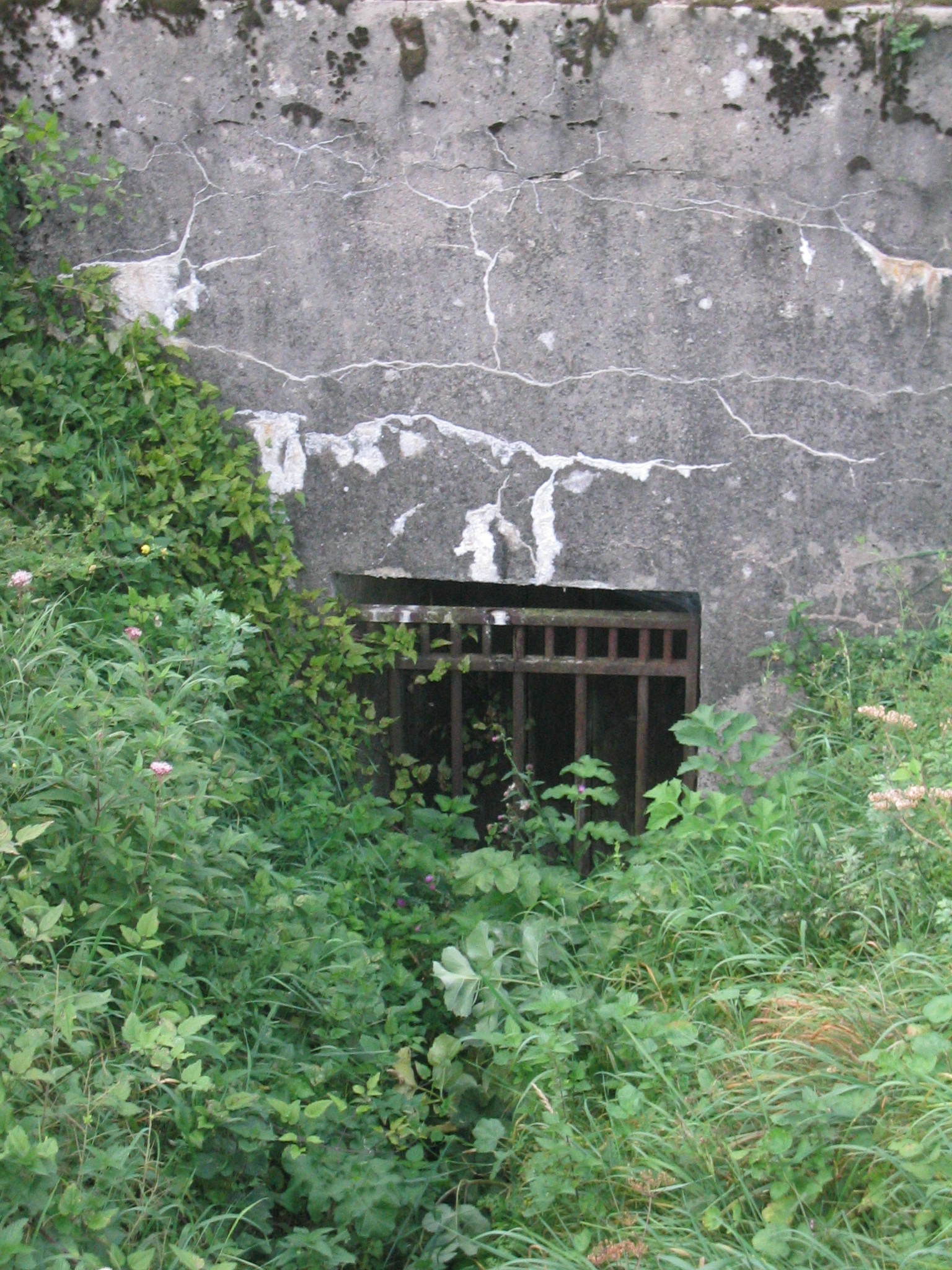
L'entrée du tunnel sud, commencé par les Allemands et terminé par les Français.

La tourelle de 155 mm est retrouvée par les Français en bon état ; une fois vérifiée, elle participe au soutien de l'attaque du 15 décembre 1916 (sur la côte du Poivre) en tirant quinze obus. La tourelle de 75 mm fonctionne mal, les voussoirs de son avant-cuirasse ayant été en partie disloqués par un gros obus français. La tourelle de mitrailleuses nord-est est transformée en observatoire d'artillerie en découpant sa muraille pour y installer des jumelles ; celle du nord-ouest qui a été détruite est aménagée en observatoire. Le fort reçoit la visite du sénateur Georges Clemenceau qui y passe la nuit du 6 au 7 janvier 1917. L'artillerie allemande poursuit des tirs de harcèlement sur et autour du fort, notamment pendant l'offensive française d'août et septembre 1917. Au total, il est estimé que 120 000 obus, tant allemands que français, sont tombés d'octobre 1914 jusqu'en novembre 1917 sur le fort et son glacis.

## Après-guerre

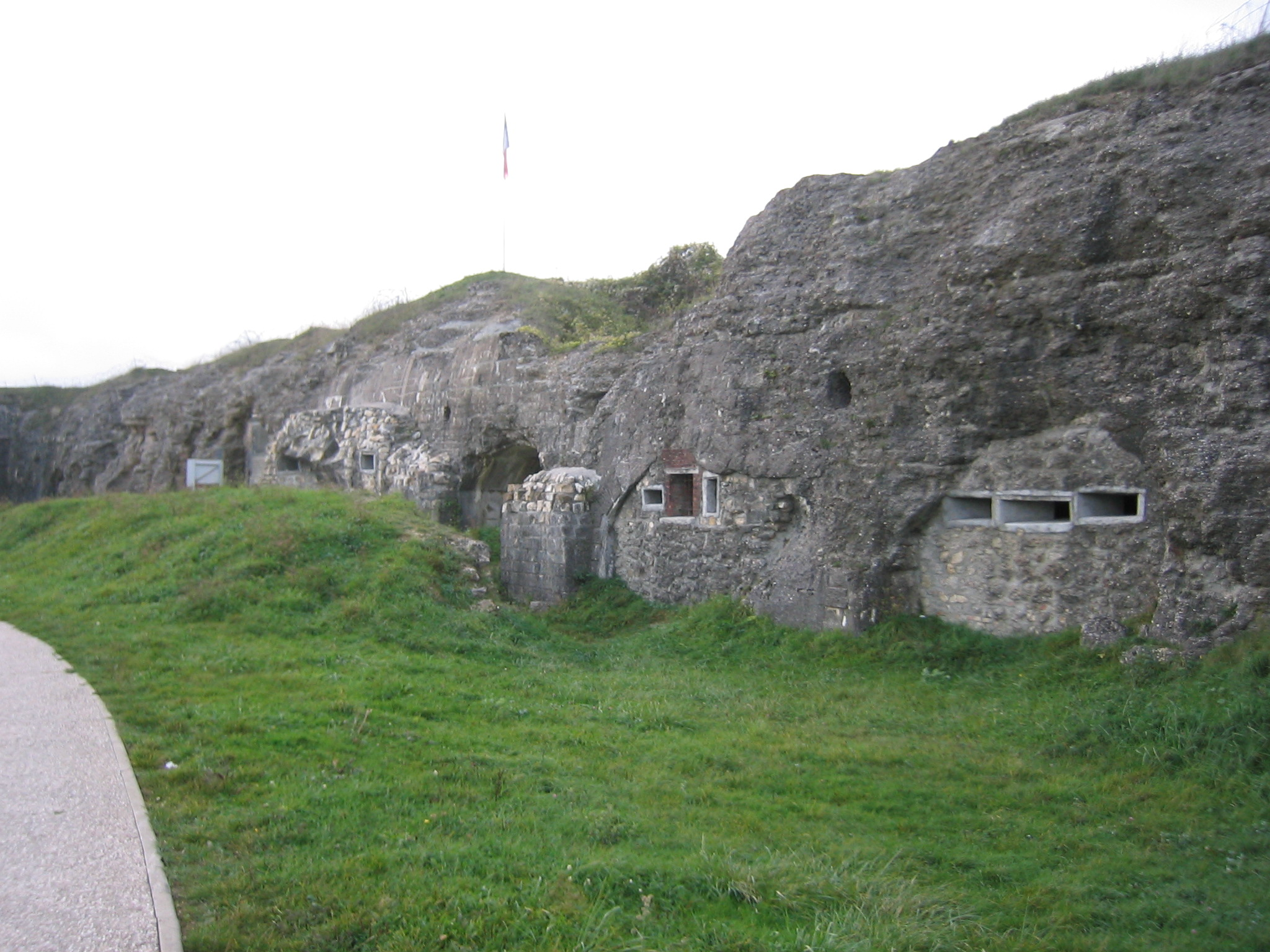
Vue générale des restes de la façade du casernement donnant sur la cour du fort, montrant notamment les créneaux de tir.

La paix revenue, le fort est constellé de cratères d'obus, les fossés sont méconnaissables, la moitié des tourelles est hors-service, le béton est fissuré et la caserne est devenue trop humide.

### Projet d'ossuaire
Étant donné les ossements disséminés dans le sol du champ de bataille, André Ventre, architecte en chef des monuments historiques et concepteur de la tranchée des Baïonnettes, propose de transformer le fort en ossuaire.

« La situation culminante de Douaumont ; le monument fait de la matière même qui a résisté et souffert, toute couturée et blessée, et non de pierre indemne, un peu choquante au milieu de cette dévastation ; le lieu de la défense devenant le tombeau, le style sobre, viril et guerrier que nous voulons, obtenu tout naturellement puisque c'est ici une forteresse, et quelle forteresse ! la grandeur de ce monument enfoncé dans le sol comme le poids de tout ce qu'il a vécu, tassé et à ras de terre comme tout est à ras de terre ici ; le symbole de ce mur signifiant le mur opposé par les soldats à l'envahisseur ; enfin, le caractère absolument sans analogue, absolument propre à Verdun et inséparable de Verdun qu'aurait un tel ossuaire ; tout contribue à donner à ce projet une beauté telle que, si elle est possible, il y a pour nous un devoir, dans le sens le plus strict du mot, à employer nos forces afin qu'elle puisse exister.

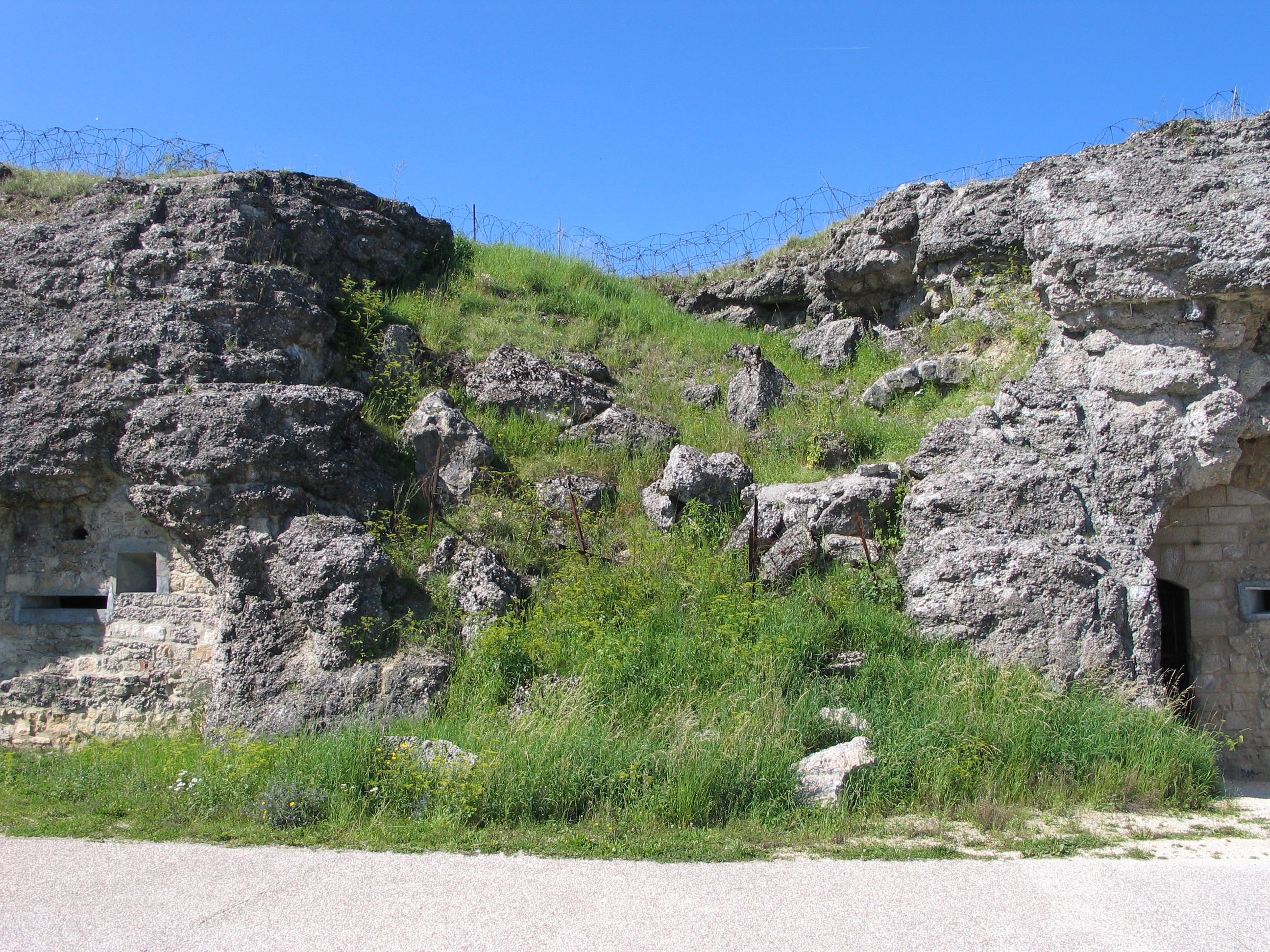
Une des casemates de la caserne dont la voûte s'est effondrée sous le coup d'un obus de très gros calibre.

J'ajoutais qu'aménager le fort en ossuaire, c'était réduire d'un cinquième au moins notre dépense. [...] »

— Henry de Montherlant, lettre à l'évêque de Verdun Charles Ginisty, juin 1920.
Trois jours plus tard, le maréchal Philippe Pétain repousse la proposition, car le fort n'est pas déclassé. Finalement, la nécropole et l'ossuaire seront aménagés à l'emplacement de la ferme de Thiaumont : c'est là que se sont tenues les différentes commémorations officielles de la bataille de Verdun.

### Remise en état partielle
L'Armée française occupant une partie de l'Allemagne, la priorité n'est pas dans l'immédiat après-guerre à l'entretien ni à la construction des fortifications permanentes. À partir de décembre 1925, date de création de la Commission de défense des frontières (qui devient la Commission d'organisation des régions fortifiées, CORF, en 1927), des études théoriques sont menées. En 1926, l'âge des forts de Verdun et leur éloignement de la nouvelle frontière franco-allemande entraînent leur déclassement partiel. En 1928, débutent des chantiers de construction dans les Alpes-Maritimes (le Rimplas dans la vallée de la Tinée), puis en 1929 en Lorraine (le Rochonvillers et le Hackenberg de part et d'autre de la Moselle) et en Alsace (le Hochwald au pied des Vosges) : c'est le début de la construction de la ligne Maginot.
Bien que la nouvelle ligne de fortifications laisse Verdun et ses forts très en arrière, ceux-ci sont considérés, comme ceux autour de Metz et de Belfort comme formant des places fortes de seconde ligne. L'artillerie de la place forte de Verdun, comprenant les casemates de Bourges et les tourelles d'artillerie des forts, est confiée le 5 mai 1929 au 3e groupe du 163e régiment d'artillerie de position (163e RAP, caserné à la citadelle), qui devient à partir du 30 octobre 1933 le 3e groupe du 151e RAP. De 1937 à 1939, les avant-cuirasses des tourelles et le béton armé autour sont refaits, tandis que deux nouvelles tourelles de mitrailleuses (qui étaient en stock) remplacent les anciennes détruites pendant les bombardements. Une partie des galeries creusées en 1917 est bétonnée.

### Combats de juin 1940
À la mobilisation de fin août 1939, le groupe du 151e RAP forme l'ossature du nouveau 160e RAP, dont le 2e groupe est chargé d'armer les fort de Verdun de la rive droite, au sein de la 2e armée. En janvier 1940, le régiment quitte Verdun, laissant la garde des forts à la 10e batterie nouvellement créée.

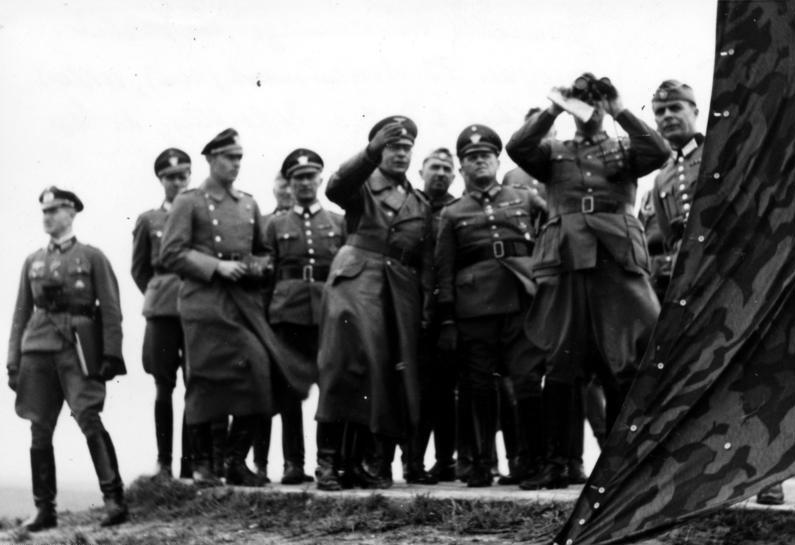
Les généraux allemands Weisenberger et Daluege en visite sur le fort de Douaumont en 1940.

Lors de la campagne de France en 1940, alors que le front français est percé dans les Ardennes (15 mai) puis sur la Somme (5 juin) et l'Aisne (9 juin), l'ordre est donné aux troupes déployées en Champagne, en Lorraine et en Alsace de battre en retraite. Du 11 au 12 juin, les unités défendant le secteur fortifié de Montmédy (le secteur de la ligne Maginot au nord de Verdun) décrochent, formant une division de marche (division légère Burtaine), suivi à partir du 12 juin plus à l'est par toutes les autres unités. Ordre est donné de ne pas défendre la ville de Verdun, mais le 13 juin la 3e division d'infanterie coloniale (du 18e corps de la 2e armée) se déploie au nord-ouest, sur la cote 340, le Mort-Homme et Regnéville, avec comme mission d'arrêter les forces allemandes ; celles-ci attaquent le 14 (36e, 76e et 299e divisions). À Verdun, les ponts sont sabotés et les derniers états-majors évacuent, tandis que sur la rive droite la division légère Burtaine bat en retraite (à pied) le plus vite possible vers le sud.
Le 15 juin, les troupes allemandes entrent dans Verdun ; quelques forts sont utilisés pour ralentir la poursuite pendant toute la journée, notamment ceux de Douaumont (la tourelle de 155 mm tire quelques coups à cette occasion), de Dugny et du Rozelier, tenus par des unités des 132e et 155e RIF, en arrière-garde de la division Burtaine. Lors de la reddition du fort, les deux tourelles (de 155 et de 75) furent sabordées ; c'est le soldat Victor Chrétien qui se serait chargé de ce travail pour la tourelle de 155 mm.
Lors du reste de la Seconde Guerre mondiale, le champ de bataille de Verdun et notamment le fort de Douaumont servent de destination touristique pour les troupes d'occupation allemandes

### Site touristique

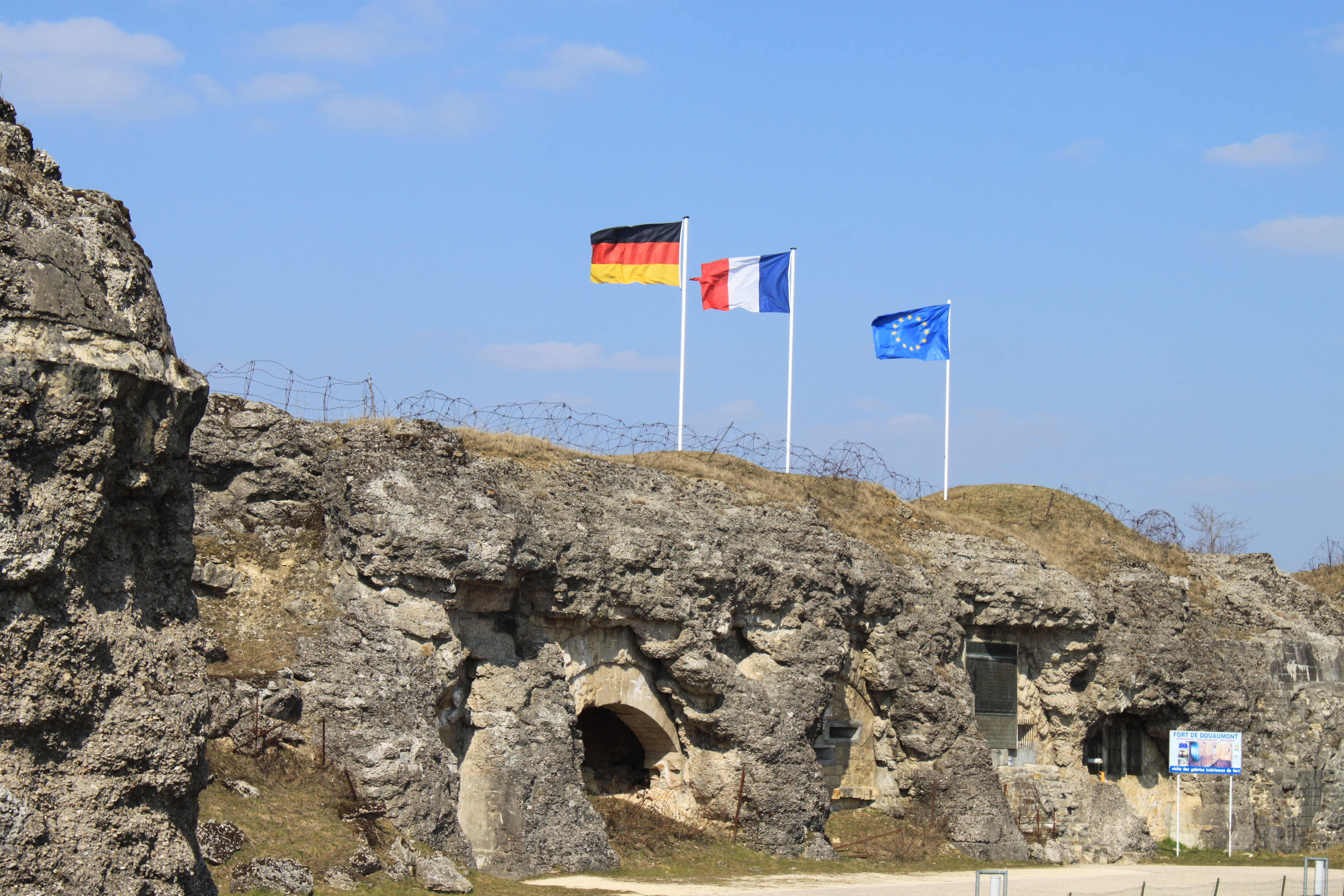
Les trois drapeaux allemand, français et européen flottant au-dessus des ruines du fort : ce dernier est un symbole de l'amitié franco-allemande.

Le fort est classé monument historique par l'arrêté du 25 novembre 1970. L'État reste le propriétaire, confiant la gestion au Conseil départemental de la Meuse. En 1985, l'entrée du fort est déterrée ; lors de cette fouille, les restes d'un soldat allemand sont retrouvés sous les débris du pont mobile. En novembre 2009, les drapeaux allemand et européen sont hissés aux côtés du drapeau français sur les dessus du fort à l’issue d’une cérémonie franco-allemande. Le 17 mai 2013, dans le cadre du 50e anniversaire du traité de l'Élysée, est inaugurée à l'intérieur du fort une petite statue de bronze nommée Der Abschied (« Les adieux ») de l’artiste allemand Franz-Josef Ludwig,.
Le fort est désormais une des principales attractions touristiques de l'ancien champ de bataille de Verdun, complétant la visite de l'ossuaire et de la nécropole, qui sont à un kilomètre au sud-ouest, ainsi que du Mémorial de Verdun à 2,4 km au sud. Le fort a attiré 94 225 visiteurs en 2012, 97 921 en 2013, 170 898 en 2014 (pic à l'occasion du centenaire du début du conflit) et 116 174 en 2017.
En 2016, des travaux de terrassement sont lancés, avec fermeture du site de novembre 2017 à mai 2018, marqués par la nécessité de dépolluer le sol (avec désobusage). Un nouveau parking est ainsi aménagé, avec un chemin menant à l'ancienne entrée de guerre, au fond du fossé de gorge, qui devient le nouvel accès pour le public, qui jusque là débouchaient directement dans la cour de la caserne.

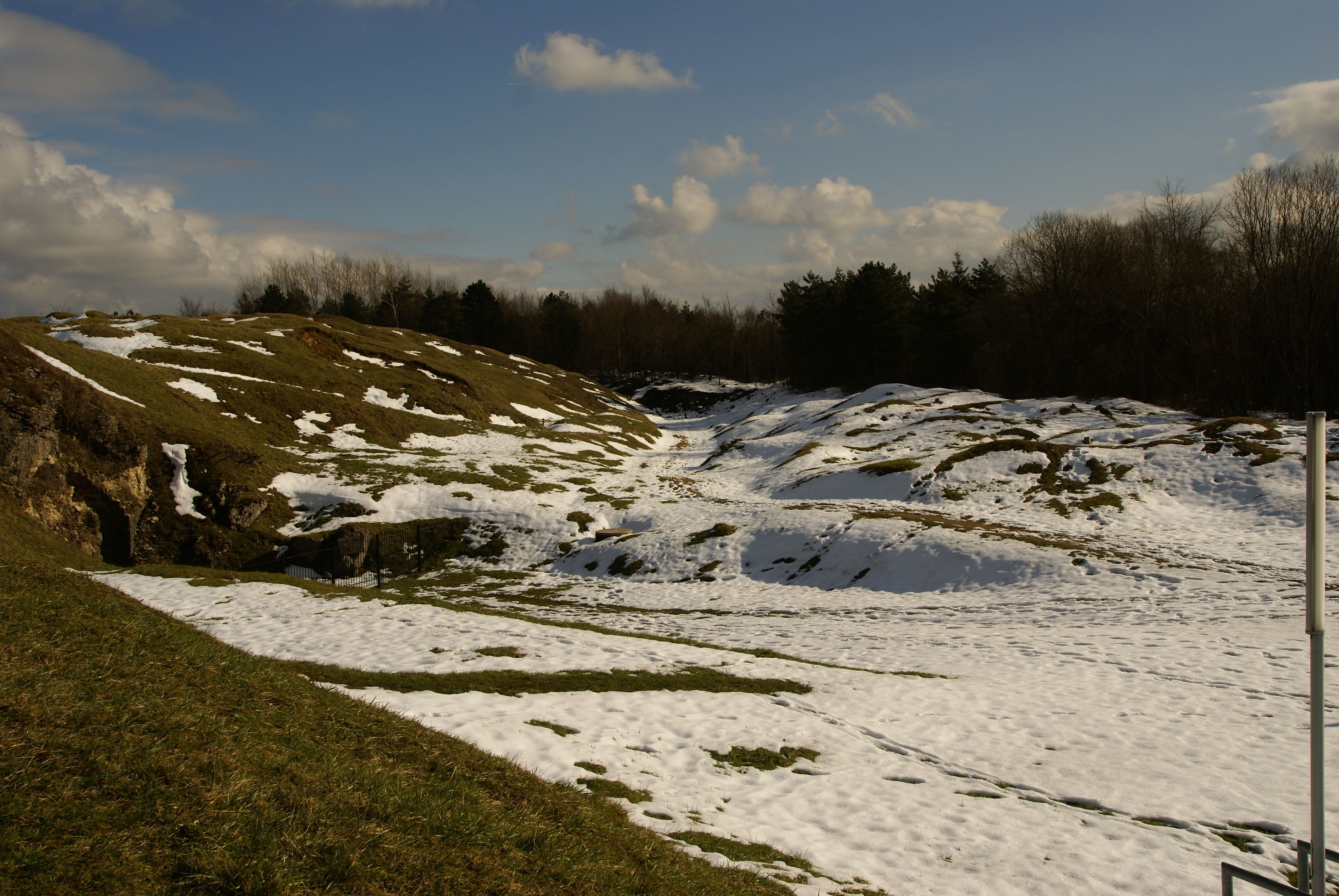
La moitié orientale du fossé de gorge du fort, au mur d'escarpe gommé, dans son état en février 2013, avec l'entrée de guerre à gauche.
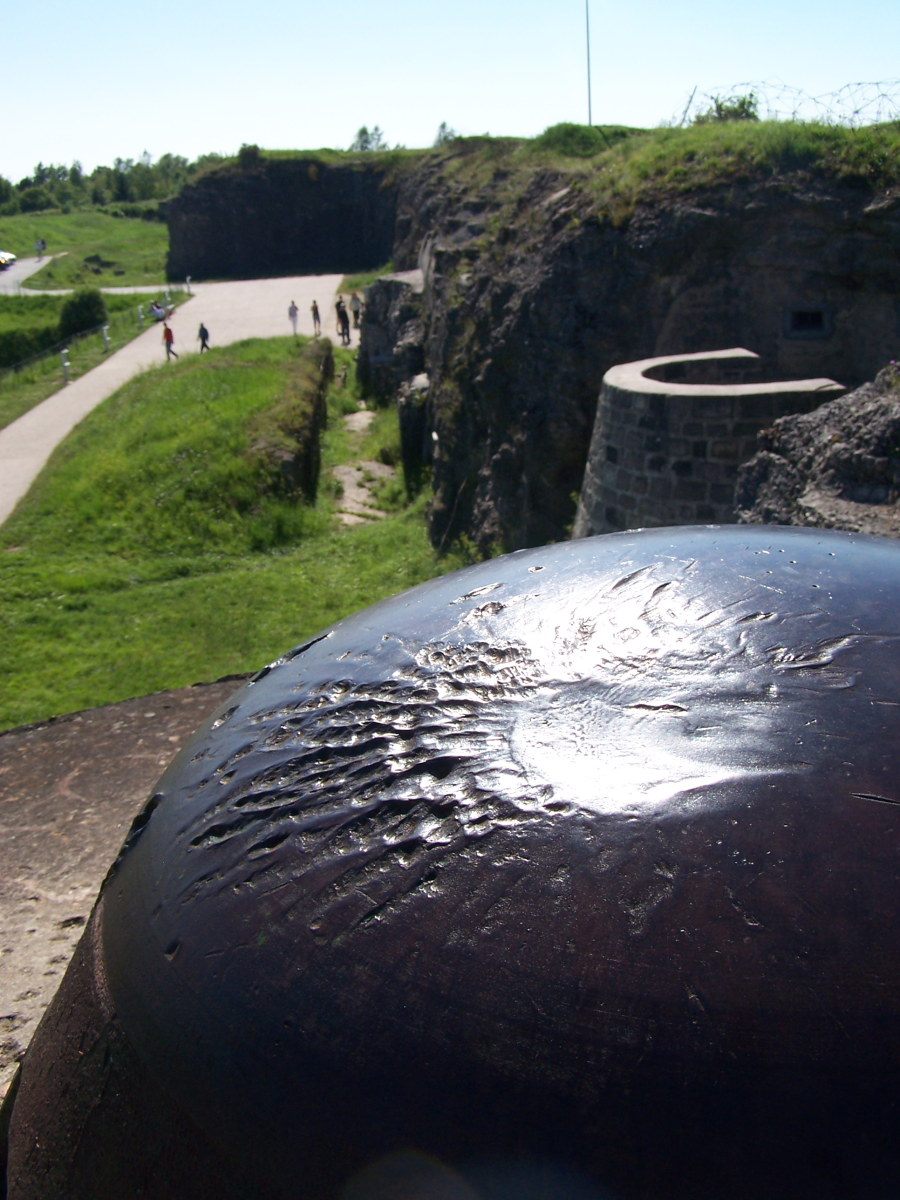
Trace d'un impact d'obus sur un observatoire fixe (dans le reflet du soleil).
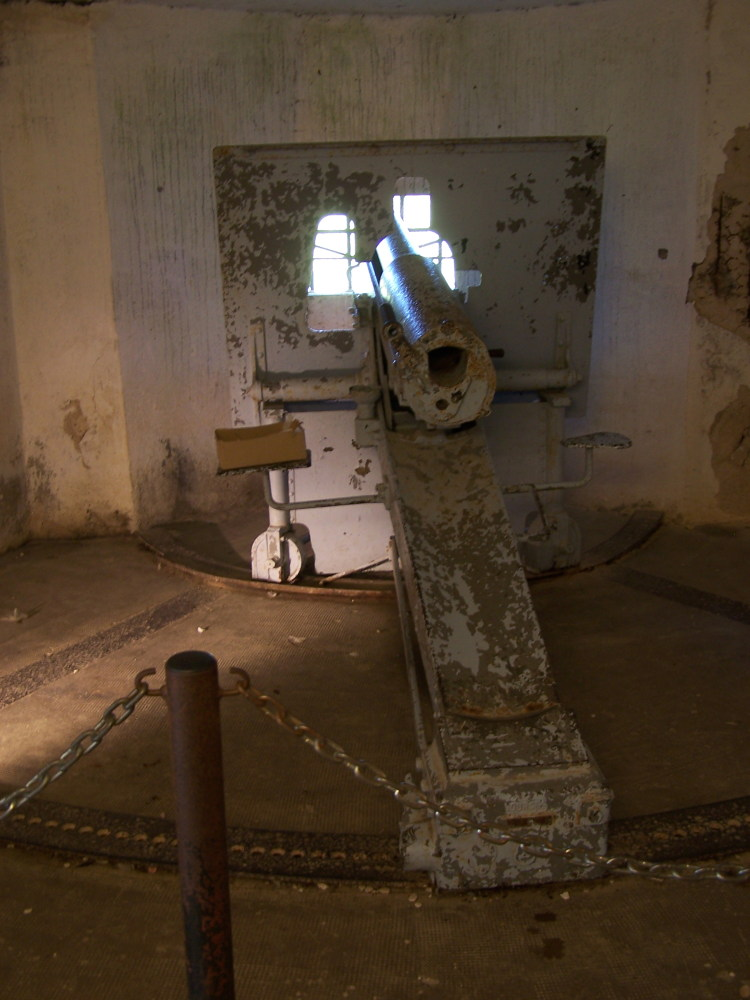
Canon de 75 mm en place dans la casemate de Bourges.
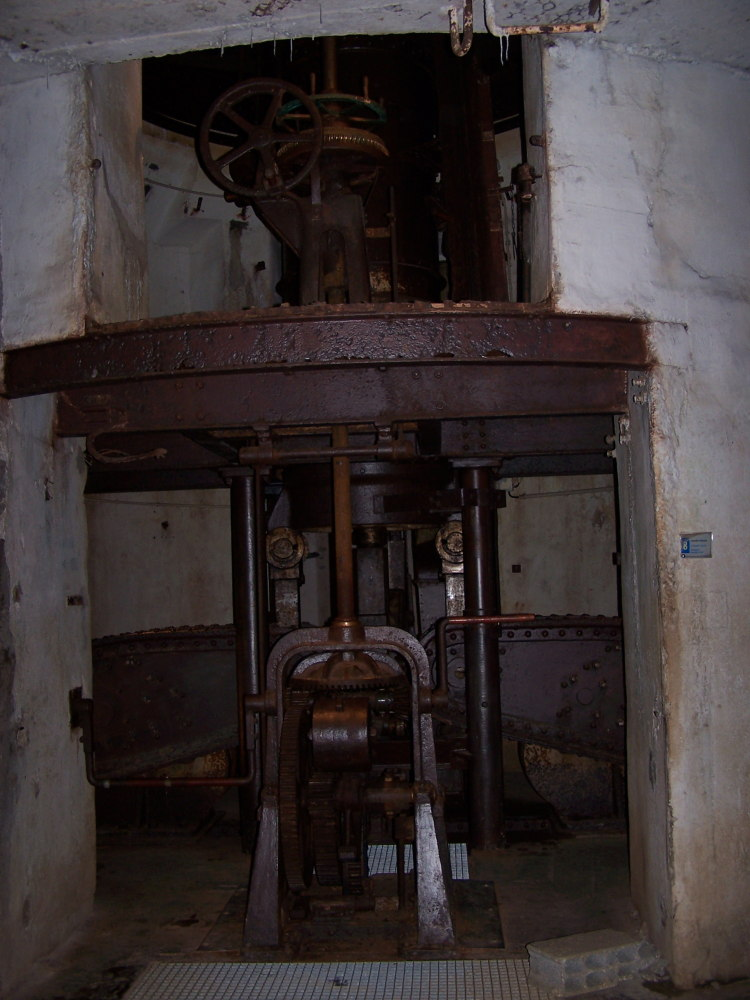
Mécanisme de la tourelle Galopin de 155 mm R.
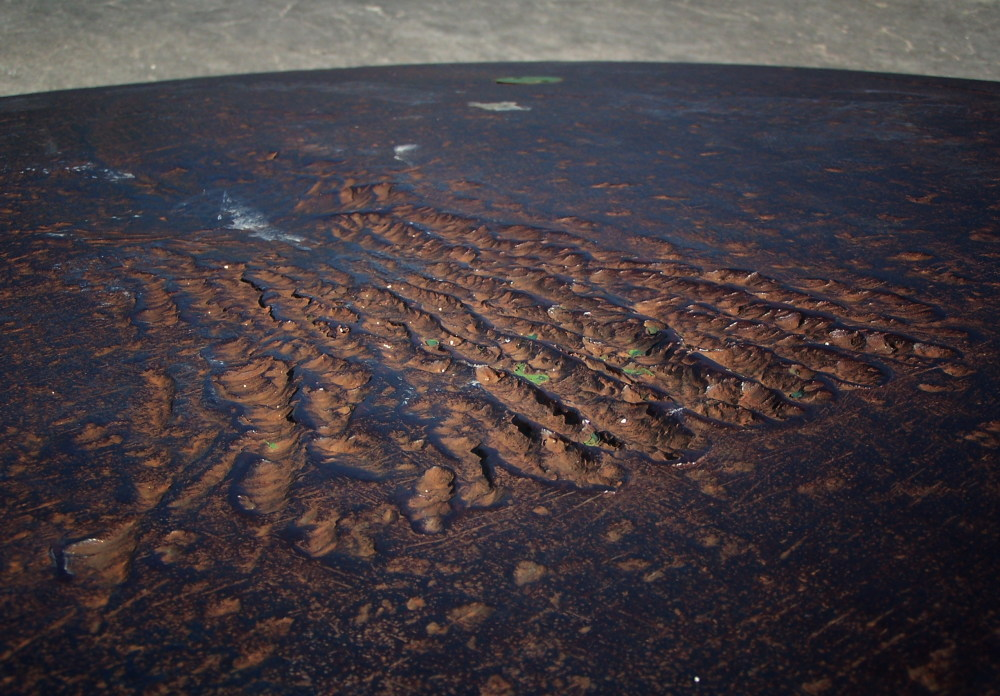
Impacts ayant labouré l'acier d'une tourelle.